# Powiat warszawski (województwo warszawskie)
Powiat warszawski – dawny powiat ziemski z siedzibą w Warszawie, funkcjonujący w latach 1867–1952 na terenie obecnego województwa mazowieckiego.
W latach 1939–1944 znajdował sie pod okupacją niemiecką; zobacz Landkreis Warschau.

## 1867–1914

### 1867
Powiat warszawski utworzono 1 stycznia 1867, w okresie Królestwa Polskiego w guberni warszawskiej, w związku z reformą administracyjną Królestwa (utworzenie 10 guberni i 85 powiatów), mającej na celu ułatwić administracji rosyjskiej prowadzenie ucisku narodowego wobec ludności polskiej. Powiat objął obszar od Zaborowa na zachodzie do Okuniewa na wschodzie i od linii Narwi z Modlinem i Zegrzem na północy do Piaseczna na południu. Oryginalny powiat warszawski objął 4 miasta i 21 zbiorowych gmin wiejskich:
- miasta: Warszawa, Nowydwór, Okuniew i Piaseczno;
- gminy: Blizne, Bródno, Cząstków, Czyste, Falenty, Góra, Jabłonna, Jeziorna, Miłosna, Młociny, Mokotów, Nieporęt, Nowo-Iwiczna, Okuniew, Ożarów, Powązki, Pruszków, Wieliszew, Wilanów, Zaborów i Zagóźdź[3].

### 1870
Pierwsze zmiany nastąpiły już w 1870 roku. 19 maja?/31 maja 1870 car pozbawił praw miejskich Piaseczno i Okuniew. Piaseczno przekształcono w odrębną wiejską gminę Piaseczno w granicach dotychczasowego miasta, natomiast Okuniew włączono do gminy Okuniew.

### 1877
W kolejnych latach zniesiono gminy Miłosna i Wieliszew. Gminę Miłosna przekształcono w gminę Wawer, natomiast gminę Wieliszew włączono do gminy Nieporęt.

### 1889
W 1889 roku wieś Targówek w gminie Bródno otrzymała status osady miejskiej.

### 1890
6 lutego 1890 do Warszawy z gminy Bródno włączono Nową Pragę, Targówek (południowy) i Kamionek.

### 1897
W 1897 roku zniesiono gminę Powązki, włączając jej obszar do gminy Młociny.

### 1903
W 1903 roku do Warszawy z gminy Mokotów włączono folwark Mokotów-Murowanka oraz z gminy Czyste niewielką część Woli. Stało się to dzięki staraniu przemysłowców, kupców i działaczy gospodarczych zrzeszonych w komisjach obywatelskich.

### 1909
w 1909 roku z gminy Mokotów odłączono Czerniaków, Szopy i Siekierki, włączając je do gminy Wilanów.

### 1910
29 lipca 1910 wieś Ochota w gminie Czyste otrzymała status osady miejskiej.

### 1914
W przeddzień rozpoczęcia się I wojny światowej powiat warszawski składał się z 2 miast i 20 zbiorowych gmin wiejskich:
- miasta: Warszawa i Nowydwór;
- gminy: Blizne, Bródno, Cząstków, Czyste, Falenty, Góra, Jabłonna, Jeziorna, Młociny, Mokotów, Nieporęt, Nowo-Iwiczna, Okuniew, Ożarów, Piaseczno, Pruszków, Wawer, Wilanów, Zaborów i Zagóźdź.

## 1914–1918

### 1916
Po wybuchu I wojny światowej, powiat warszawski znalazł się pod okupacją niemiecką w utworzonym Generalnym Gubernatorstwie Warszawskim, kiedy to uległ znacznym zmianom administracyjnym.
16 marca 1916 w sąsiednim powiecie mińskim zniesiono wiejską gminę Otwock, po wydzieleniu z niej nowo utworzonego miasta Otwocka i przekształceniu jej pozostałego obszaru w wiejską gminę Karczew. Równocześnie okupant przeniósł zarówno miasto Otwock, jak i gminę Karczew, a także gminę Wiązowna (zasiloną równocześnie o miejscowości Jabłonna, Kopki, Strachocin, Świerk i Wólka Mlądzka z gminy Glinianka) z powiatu mińskiego do powiatu warszawskiego. Okupant do powiatu warszawskiego włączył także gminę Pomiechowo i miasto Zakroczym z powiatu płońskiego.
- Powyżej wymienione zmiany granic powiatu warszawskiego utrzymały się na prawie okupacyjnym aż do 1924 roku, kiedy to zostały formalnie ustalone przez ustawodawstwo polskie[18]. Okupant wprowadził 16 grudnia 1916 także kilka innych zmian, które jednak po przejściu pod administrację polską zostały wycofane 14 sierpnia 1919[19]. Do nich należały:
  - włączenie z powiatu mińskiego:
    - mniej więcej połowy gminy Klembów (Dobczyn, Emilianów, Klembów, Klembów-Pieńki, Klembów/Sitki, Kraszew, Kraszew-Chmielewszczyzna, Lipka, Michałów, Pasek, Rasztów i Wola Rasztowska) (ze wschodniej połowy utworzono gminę Tłuszcz w powiecie mińskim, którą po wojnie utrzymano);
    - jednej miejscowości z gminy Ładzyń (Cisówka), którą włączono do gminy Ręczaje (po wojnie weszła w skład gminy Dębe Wielkie);
    - skrawka gminy Małopole, którą włączono do gminy Radzymin;

  - włączenie ze zniesionego powiatu radzymińskiego:
    - miasta Radzymina;
    - całej gminy Radzymin (Aleksandrów, Arciechów, Beniaminów, Borki, Cegielnia, Ciemne, Dąbrowa, Dybów, Helenów, Janków Nowy, Łosie, Mokre, Nadma, Ruda, Rynia, Rżyska, Sieraków, Słupno, Teodorów, Wiktorów, Wólka Radzymińska, Załubice Nowe, Załubice Stare, Zawady i Zwierzyniec);
    - całej gminy Ręczaje (Choiny, Cygów, Czubajowizna, Duczki, Grabicz, Grabie, Helenów, Kolno, Krzywica, Laskowizna, Leśniakowizna, Lipinki, Lipiny Nowe, Lipiny Stare, Majdan, Mostówka, Nadbiel, Nowa Wieś, Nowy Cygów, Ossów, Poświętne, Ręczaje Nowe, Ręczaje Polskie, Sławek, Wola Cygowska, Wola Ręczajska i Zagościniec);

  - włączenie z powiatu pułtuskiego:
    - większej części gminy Zegrze z osadą Serock (Borowa Góra, Dębe, Dębinki, Guty, Izbica, Jachranka, Jadwisin, Karolino, Kępiaste, Ludwinowo Dębskie, Ludwinowo-Zegrzyn, Marynino, Skubianka, Stanisławowo, Stasilas, Szadki, Wierzbica, Wola Kiełpińska, Wola Smolana, Zabłocie i Zegrze);
    - kilku miejscowości z gminy Gzowo (Budy Pobyłkowskie, Wólka Zaleska i Zalesie Borowe), które włączono do gminie Zegrze (gdzie już po wojnie pozostały);
    - mniej więcej połowy gminy Nasielsk (Budy Siennickie, Cegielnia Psucka, Dębinki, Goławice I, Goławice II, Krogule, Lelewo, Miękoszyn, Miękoszynek, Psucin, Studzianki, Toruń, Toruń Nowy i Zaborze, którą włączono do gminy Pomiechowo);

  - włączenie z powiatu płońskiego:
    - większej części gminy Błędówko (Błędowo, Błędówko, Błogosławie, Borkowo, Czarna, Dobrawola, Falbogi Wielkie, Janowo, Koryciska, Nowiny, Nowosiółki, Pomocnia, Smoły, Swobodnia, Śniadowo, Śniadówko, Wilamy, Wojszczyce, Wola Błędowska i Zaręby);
    - kilku miejscowości z gminy Szumlin (Ludwikowo, Proboszczewice, Wrona i Wrona Nowa), które włączono do gminę Błędówko;
    - prawie całej gminy Załuski (Emolinek, Henrysin, Kamienica, Kamienica-Wygoda, Karolinowo, Kroczewo, Michalówek, Naborówiec, Niepiekła, Olszyny, Olszyny Nowe, Przyborowice Dolne, Przyborowice Górne, Sadówiec, Słotwin, Smulska, Strubiny, Strużewo, Trębki Nowe, Trębki Stare, Wojny, Wólka Smoszewska, Załuski i Złotopolice);
    - mniej więcej połowy gminy Wychódźc (Dłutowo, Goławin, Goworowo, Januszewo, Karnkowo, Kębłowice, Miączyn, Miączynek, Nieborzyn, Pieścidła, Przybójewo, Wólka Przybójewska i Wygoda Smoszewska), którą włączono do gminy Załuski;
    - jednej miejscowości z gminy Naruszewo (Rąbież), którą włączono do gminę Załuski;

  - włączenie z powiatu sochaczewskiego:
    - całej gminy Głusk (Gać, Głusk, Gniewniewice, Gniewniewice Nowe, Gniewniewice Stare, Grochale, Grochale Nowe, Helenówek, Leoncin, Maławieś, Maławieś Nowa, Michałów, Rybitew, Stanisławów, Teofile, Wilków, Wilków Nowy, Wilków Polski i Wincentówek);
    - jednej trzeciej gminy Kampinos (Aleksandrów, Brzozówka, Dąbrowa, Dąbrowa Nowa, Dąbrówka, Krogulec, Nowe Budy, Roztoka, Truskawka i Wiersze), którą włączono do gminy Cząstków.

1 kwietnia 1916 na mocy rozporządzenia generał-gubernatora rozległe połacie powiatu warszawskiego włączono do Warszawy:
- całą gminę Mokotów (Mokotów, Sielce, Wierzbno, Henryków, Królikarnia i Pole Mokotowskie), którą zniesiono;
- niemal całą gminę Czyste (Czyste, Koło, Wola, Ochota i Młynów), którą zniesiono; jedynie Ulrychów włączono do gminy Młociny;
- znaczną część gminy Bródno (Bródno, Nowe Bródno, Golędzinów, Pelcowizna z Fortem Żerańskim, językiem piaskowym Stefanówki i stacją kolejową Praga, Różopol, Szmulowizna, Ustronie, Utrata, cmentarz św. Wincentego i cmentarz żydowski oraz południowy Targówek); w wyniku włączenia Bródna do Warszawy, siedzibę gminy Bródno przeniesiono do północnego Targówka (obecne Zacisze);
- znaczną część gminy Wawer (Grochów I z częścią Kawęczyna, Grochów II z Florentynowem i Emilianowem, Kozia Górka Grochowska, Saska Kępa, Gocławska Kępa, Gocław, Górki Grochowskie, Kamionek, Witolin oraz południowe łąki folwarku Gocławek),
- znaczną część gminy Młociny (Powązki z Powązkowskim Obozem Wojskowym, Marymont, Czerwonka, Czerwona Gutnerówka, Czarny Dwór z Izabelinem, Młociny B (Piaski), Buraków Duży, Słodowiec, Kaskada, Potok; Grossów, Ruda Ewansa, Ruda Mintera, Ruda Majoracka, wschodnie pola wojskowe Powązki i Bielany oraz Potocki Park na wyspie (obecna Kępa Potocka);
- część gminy Wilanów (Siekierki Wielkie i Małe, Czerniaków, Szopy Polskie i Niemieckie, północna Augustówka oraz niezabudowane tereny pod współczesne Stegny i Sadybę);
- część gminy Pruszków (Rakowiec, Janków i Wyględów).

10 grudnia 1916 przestała funkcjonować wiejska gmina Piaseczno w związku z przywróceniem Piasecznu praw miejskich i przekształceniem jednostki w gminę miejską. Tego samego dnia prawa miejskie otrzymał także Pruszków, stając się gminą miejską (zwiększoną o wsie Pruszków, Józefów i Tworki, kolonii Wyględówek i Pohulanka oraz część osady Utrata na południe od torów kolejowych z gminy Pruszków oraz wsie Józefina i Żbików wraz ze Żbikówkiem z gminy Ożarów). W związku z tym, wiejską gminę Pruszków zniesiono, a jej pozostały obszar przekształcono w wiejską gminę Skorosze.

### 1917
11 lipca 1917 do powiatu warszawskiego z powiatu grójeckiego włączono wieś Wola Piasecka.

## 1919–1939
Po odzyskaniu niepodległości przez Polskę ponownie utworzono powiat warszawski, tym razem w województwie warszawskim. Utrzymał się on do zajęcia kraju przez Niemców i utworzenia Generalnego Gubernatorstwa.

### 1924
1 lipca 1924 utworzono wiejską gminę Skolimów-Konstancin z części obszaru gmin Nowo-Iwiczna (Skolimów-Chylice) i Jeziorna (Konstancin i Konstancinek).
1 lipca 1924 utworzono wiejską gminę Marki z części gminy Bródno (Drewnica, Marki, Pustelnik, Henryków, Czerwony Dwór, Pustelnik-Struga, Czarna Struga, Siwki, Zielonka-Letnisko, Zielonka Bankowa i inne)).
1 lipca 1924 z gminy Pomiechowo wyłączono miejscowości Gałachy, Głowatczyzna, Starostwo, Kępa Zakroczymska i Wójtostwo, włączając je do miasta Zakroczymia.
Po odzyskaniu przez Polskę niepodległości, gminy Pomiechowo, Wiązowna i Karczew oraz miasta Zakroczym i Otwock w dalszym ciągu przynależały de facto do powiatu warszawskiego i z nim były spisywane, mimo że wprowadzona przez okupanta w 1916 roku zmiana powiatowa tych jednostek (z płońskiego/mińskiego do warszawskiego) nie została nigdy sformalizowana przez odrodzone państwo polskie. Rozbieżność tę uregulowano dopiero 14 lipca 1924.

### 1925
1 stycznia 1925 utworzono wiejską gminę Falenica Letnisko z części obszarów czterech gmin: Zagóźdź (Falenica-Wille, Józefów, Emilianów, Miedzeszyn-Wille, Zbójna Góra-Radość, Kaczy Dół, Macierowe Bagno oraz Laski-Osady), Wiązowna (Michalin i Jarosław), Karczew (Wille Świderskie) i Wawer (Anin).

### 1926
1 stycznia 1926 z gminy Pomiechowo w powiecie warszawskim wyłączono wieś Falbogi Borowe, włączając ją do gminy Błędówko w powiecie płońskim.

### 1927
27 września 1927 nazwę miejscowości Кaczy Dół w gminie Falenica Letnisko zmieniono na Międzylesie.

### 1930
1 kwietnia 1930 do gminy Marki z gminy Wawer włączono miejscowość Ząbki, zakład leczniczy dla umysłowo chorych w Drewnicy oraz lasy państwowe położone na terytorium Drewnicy i Ząbek.
1 kwietnia 1930 do gminy Okuniew z gminy Wiązowna włączono miejscowości:Cisie, Desna, Długa Kościelna, Gęślin, Grabina, Halinów, Hipolitów, Józefin, Kazimierów, Klin pod Okuniewem (kol.), Konik Nowy, Konik Stary, Królewskie Bagno, Krzewina, Nowiny, Skruda (folw.), Zastawie, Ziemia za Koleją (kol.), Ziemia pod Józefinem (kol.) i Żwirówka.
1 kwietnia 1930 do gminy Okuniew z gminy Wawer włączono wieś Żwir i wieś Żurawka wraz z osadą Krowa.
1 kwietnia 1930 do gminy Wawer z gminy Okuniew włączono miejscowości: Rembertów z poligonem artyleryjskim, Magenta, Zygmuntów, Karolówka, Grzybowa, Zielona, Mokry Ług, Groszówka i Wesoła.
1 kwietnia 1930 utworzono wiejską gminę Piastów z części obszarów gmin: Blizne (Gołąbki), Ożarów (Piastów (Utrata), Żdżary i część Bąków) i Skorosze (Nadziein i Niecki).
.
15 kwietnia 1930 utworzono wiejską gminę Włochy  z części obszaru gminy Skorosze (Włochy, Solipse, Wiktoryn i Marianówka).
19 maja 1930 utworzono wiejską gminę Legionowo z części obszaru gminy Jabłonna (Jabłonna Legionowa, Ludwisin, Cegielnia, poligon wojskowy oraz tereny państwowe przy szosie Jabłonna-Zegrze).
30 września 1930 do Warszawy z gminy Młociny włączono 368 ha: tereny państwowe na Bielanach, tereny spółdzielni budowlanej „Zdobycz Robotnicza”, tereny państwowe Centralnego Instytutu Wychowania Fizycznego, tereny klasztoru bielańskiego oraz tereny majątku Józefin.

### 1932
1 października 1932 do miasta Otwocka włączono część obszaru gminy Karczew (Anielin, Kresy Nadbrzeskie, Ługi, Pogorzel-Folwark) i część obszaru gminy Wiązowna (Natalin, Ewin, Jabłonna-Górki) w powiecie warszawskim, oraz część obszaru gminy Glinianka (Soplicowo, Śródborów, Czyste, Glinianka-Majątek i Wawrzyńców-Glinianka) w powiecie mińskim.

### 1933
20 października 1933, 26 gmin wiejskich powiatu warszawskiego podzielono na 435 gromad (jedynie gmina Legionowo nie była podzielona na gromady, ponieważ składała się z tylko jednej miejscowości, Legionowa).
9 grudnia 1933 do gminy Zagóźdź z gminy Wawer włączono gromadę Zastów (Zastów, Sadul i Dobra Wilanowskie-Zastów Folwark), część gromady Wawer (Wawer Nowy i Marysin Wawerski), część gromady Gocławek (część Gocławka) oraz Adamówkę Wilanowską i Działki Anin Wawerski.

### 1936
1 stycznia 1936 do gminy Blizne włączono gromadę Osiedle Łączności z gminy Młociny. 7 marca 1938 w gminie Blizne utworzono gromadę Jelonki.

### 1937
15 października 1937 utworzono trzy nowe gromady: Bronisławka (w gminie Pomiechowo), Suchocin (w gminie Góra) i Wilcza Góra (w gminie Falenty).
30 grudnia 1937 w gminie Okuniew utworzono gromadę Królewskie Brzeziny z części gromady Królewskie Bagno.

### 1938
25 marca 1938 w gminie Zagóźdź utworzono gromadę Nowy Wawer z części wyłączonych z gromady Zastów (miejscowość Nowy Wawer, część osady Gocławek oraz kolonia Zastów). W gminie Blizne utworzono natomiast gromadę Jelonki z części gromad Chrzanów (folwark Jelonki i część gruntów Macierzysza) i Odolany (nowo powstała miejscowość Miasto Ogród Jelonki).
2 września 1938 do gminy Wilanów z gminy Falenty włączono część gruntów gromad Grabów i Imielin.
27 września 1938 do Warszawy włączono Służew, Służewiec i Ksawerów z gminy Wilanów (łącznie 1230 ha) oraz Annopol i zachodni Żerań z gminy Bródno (łącznie 450 ha).

### 1939
13 marca 1939 nazwę miejscowości Podkaczy Dół w gminie Wawer zmieniono na Wiśniowa Góra.
1 kwietnia 1939 zniesiono gminę Włochy, przekształcając ją w miasto Włochy. Równocześnie do nowo utworzonego miasta Włochy włączono części obszarów gmin: Blizne (część Odolan i Chrzanowa) i Skorosze (część gromad Czechowice i Szamoty).
1 kwietnia 1939 utworzono wiejską gminę Okęcie z części gmin: Skorosze (z gromad Opacz Duża, Okęcie, Raków, Rakowiec, Salomea, Szczęśliwice, Wiktoryn, Załuski i częściowo Opacz – tworząc nową gromadę Opacz-Parcela) i Wilanów (z gromad Gorzkiewki i Zbarż).
1 kwietnia 1939 utworzono wiejską gminę Sulejówek z części gmin: Wawer (z gromad Grzybowa, Zielona, Wola Grzybowska i częściowo Poligon) i Okuniew (z gromad Szkopówka, Żwir, Żurawka, Sulejówek i Cechówka).
1 kwietnia 1939 utworzono miasto Rembertów z części obszaru gminy Wawer (gromady Rembertów Stary, Rembertów Nowy, Karolówka, Zygmuntów-Magenta, Mokry Ług, Kawęczyn i Poligon bez 101 ha).
1 kwietnia 1939 zniesiono gminę Zagóźdź, a jej obszar włączono do gmin: Letnisko Falenica (Błota, Borków, Dębinka, Julianów, Miedzeszyn-Wieś, Nowa Wieś, Świdry Małe, Wólka Zerzeńska i Zagóźdź) i Wawer (Las, Nowy Wawer, Zastów, Zbytki, i Zerzeń). Do gminy Letnisko Falenica przyłączono także część gminy Wiązowna (gromady Zamlądz, Rycice i częściowo Aleksandrów i Emów), natomiast część obszaru gminy Letnisko Falenica (gromady Anin i Międzylesie) włączono do gminy Wawer. Wreszcie część gminy Wawer (gromadę Kozia Górka) włączono do gminy Bródno.

## 1939–1944
Podczas II wojny światowej powiat warszawski prawie w całości znalazł się w Generalnym Gubernatorstwie (GG), w dystrykcie warszawskim, oprócz najbardziej na północny zachód położonych jednostek, które (w całości lub częściowo) włączono bezpośrednio do III Rzeszy:
- miasto Nowy Dwór Mazowiecki (w całości);
- miasto Zakroczym (w całości);
- gmina Pomiechowo (w całości);
- gmina Cząstków (częściowo);
  - oprócz 8 (z 35) gromad, które włączono do gminy Młociny w GG (Dziekanów Polski, Dziekanów Niemiecki, Dziekanów Nowy, Dziekanówek, Izabelin, Janówek, Pieńków i Sadowa)
- gmina Góra (częściowo);
  - oprócz 6 (z 19) gromad, które włączono do gminy Jabłonna w GG (Derlacz, Kałuszyn, Olszewnica Nowa, Olszewnica Stara, Skrzeszew i Topolina).

Powiat warszawski został przekształcony w Landkreis Warschau, którego granice rozszerzono przez przyłączenie obszaru zniesionego powiatu radzymińskiego:
- miasto Radzymin oraz gminy: Jadów, Kamieńczyk, Klembów, Kobyłka, Małopole, Międzyleś, Radzymin, Ręczaje, Strachówka, Tłuszcz, Urle i Zabrodzie. Okupant zniósł gminę Urle, włączając jej obszar do gmin Jadów (Urle, Borzymy) i Kamieńczyk (Adampol, Iły, Kaliska, Pogorzelec)[58].

## 1944–1952
Po wojnie ponownie powstał powiat warszawski w województwie warszawskim w granicach przedwojennych. Przywrócono także zniesiony podczas okupacji powiat radzymiński (jedynie gminy Urle nie przywrócono, zachowując jej podział władz okupacyjnych.

### 1948
1 stycznia 1948 utworzono gminę Zielonka z części gminy Marki (gromada Zielonka)

### 1951
14 kwietnia 1951 z powiatu warszawskiego wyłączono miasto Pruszków, ustanawiając w nim odrębny powiat miejski.
15 maja 1951 dokonano wielkich zmian w strukturze powiatu warszawskiego, co było podyktowane drugim wielkim rozszerzeniem granic Warszawy w XX wieku. Ogółem powierzchnia miasta po zmianach powiększyła się o 151,4% (z 144 km² aż do 362 km²). Rozszerzenie granic miasta miało na cele osiągnięcie założeń planu sześcioletniego, w tym ułatwienie budowy Huty Warszawa i rozbudowy fabryki samochodów na Żeraniu, głównym celem była jednak „realizacja socjalistycznego marzenia o egalitaryzacji społeczeństwa poprzez awansowanie robotników, obywateli miast i wsi do roli nowych mieszczan, nowej klasy mającej stanowić trzon i podporę Polskiej Zjednoczonej Partii Robotniczej”.
W toku realizacji centralistycznych zamiarów władz PRL, likwidacji uległo jedno miasto i pięć gmin w całości bądź częściowo wchłoniętych przez Warszawę, do której włączono także znaczne połacie sześciu niezniesionych gmin:
- zniesione miasto Włochy;
- zniesiona gmina Bródno (prawie w całości) – Aleksandrów, Białołęka, Bródno (Stare), Elsnerów, Kozia Górka (Kawęczyńska), Targówek (Północny), Zacisze, Żerań (Wschodni);
- zniesiona gmina Falenica Letnisko (około połowy) – Błota, Borków, Falenica, Julianów, Miedzeszyn, Miedzeszyn Nowy, Miedzeszyn-Wieś, Radość, Wólka Zerzeńska, Zagóźdź, Zbójna Góra (część zamieszkana);
- zniesiona gmina Młociny (około połowy) – Górce, Górce Nowe, Młociny, Młociny Miasto Ogród, Placówka, Radiowo (dawniej Gać), Wawrzyszew (wraz z lotniskiem Babice), Wawrzyszew Nowy, Wawrzyszew Stary, Wólka Węglowa;
- zniesiona gmina Okęcie (prawie w całości) – Gorzkiewki, Okęcie, Opacz Duża, Opacz-Parcela, Rakowiec, Raków, Salomea, Służewiec Nowy, Szczęśliwice, Wiktoryn, Załuski i Zbarz;
- zniesiona gmina Wawer (prawie w całości) – Anin Nowy, Anin Stary, Gocławek, Las, Międzylesie, Podkaczy Dół, Wawer Nowy, Wawer Stary, Wygoda, Zastów, Zbytki, Zerzeń;
- zniesiona gmina Wilanów (w całości) – Augustówka, Dąbrówka, Kabaty, Kępa Latoszkowa, Kępa Zawadowska, Lisy, Moczydło, Powsin, Powsinek, Pyry, Wilanów, Wolica, Zawady;
- niezniesiona gmina Blizne (około jedna trzecia) – Bemowo (Boernerowo), Chrzanów, Groty, Groty Kolonia, Miasto Ogród Jelonek, Odolany oraz mniejsza część Macierzysza;
- niezniesiona gmina Falenty (około jedna trzecia) – Dawidy Poduchowne, Grabów, Grabówek, Imielin, Jeziorki Nowe, Jeziorki Polskie, Krasnowola i Wyczółki oraz mniejsza część Dawidów;
- niezniesiona gmina Jabłonna (około połowy) – Białołęka Dworska, Choszczówka (z Brzezinami Nowymi), Dąbrówka Grzybowska, Dąbrówka Szlachecka, Henryków, Marcelin, Nowodwory (z Winnicą), Płudy, Świdry Stare (ze Świdrami Nowymi), Tarchomin, Tomaszew i Wiśniewo, a także mniejsze części gromad Michałów-Grabina i Szamocin;
- niezniesiona gmina Jeziorna (skrawek) – części gromad Bielawa i Gawroniec (Janówek, Łęczyca);
- niezniesiona gmina Marki (skrawek) – część gromady Ząbki;
- niezniesiona gmina Skorosze (skrawek) – część gromady Szamoty;

Transformacja granic Warszawy i powiatu warszawskiego wymagała pewnej kalibracji przestrzennej i zmiany granic niektórych gmin w wyniku przecięcia ich granic bądź odcięcia gromad od ich naturalnych środków ważkości:
- z pozostałej części zniesionej gmina Młociny utworzono gminę Łomianki – Buraków, Dąbrowa (z częścią Wólki Węglowej[65]), Kępa Kiełpińska, Kiełpin, Kiełpin Poduchowny, Laski, Łomianki, Łomianki Dolne, Łomianki Górne i Mościska;
- z pozostałej części zniesionej gminy Falenica Letnisko utworzono gminę Józefów – Dębinka, Józefów, Michalin (z częścią Falenicy[65]), Nowa Wieś (z częścią Błot[65]), Rycice, Świder, Świdry Małe i Zamlądz oraz lesista część Zbójnej Góry;
- do gminy Marki włączono gromady Brzeziny (z częścią Białołęki[65]) i Grodzisk ze zniesionej Bródno;
- do gminy Falenty (do gromady Raszyn) włączono gromady część gromady Opacz ze zniesionej Okęcie[65];
- do gminy Skorosze (do gromady Skorosze) włączono gromady część gromady Opacz Wielka ze zniesionej Okęcie[65];
- do gminy Sulejówek włączono gromadę Miłosna Stara ze zniesionej Wawer;
- do gminy Sulejówek (do gromady Stara Miłosna) włączono lesistą część gromady Zbójnej Góry ze zniesionej gminy Falenica Letnisko (de iure już z gminy Józefów)[66];
- do gminy Wiązowna włączono gromadę Pohulanka ze zniesionej Wawer;
- zniesioną gromadę Mory włączono do gromady Jawczyce a część gromady Boernerowo (Radio-Stacja) włączono do gromady Babice Stare (zmiana w granicach gminy Blizne)[65];
- część zniesionej gromady Dawidy Poduchowne włączono do gromady Zgorzała (zmiana w granicach gminy Falenty)[65];
- część zniesionej gromady Nowodwory-Winnica włączono do gromady Kępa Tarchomińska (zmiana w granicach gminy Jabłonna)[65].

### 1952
1 lipca 1952 powiat warszawski zniesiono. Po odcięciu od niego rok wcześniej ogromnego obszaru 218 km² na korzyść Warszawy, powiat stracił rację bytu, kiedy to pozostałe przy nim, bardziej peryferyjnie położone, gminy i gromady zaczęły naturalnie ciążyć ku innym lokalnym, prężnie rozwijającym się ośrodkom miejskim (Nowy Dwór Mazowiecki, Otwock, Piaseczno, Pruszków i Wołomin). Ostatecznie zdecydowano się na likwidację powiatu warszawskiego, a w jego miejsce utworzenie pięć nowych powiatów: nowodworskiego, miejsko-uzdrowiskowego Otwock, piaseczyńskiego, pruszkowskiego i wołomińskiego – ten ostatni także w dużej mierze z obszaru zniesionego jednocześnie powiatu radzymińskiego. Utworzenie nowych powiatów pociągnęło za sobą także zmiany ich zewnętrznych granic, a więc granic z powiatami garwolińskim, grójeckim, grodziskomazowieckim, mińskim, pułtuskim i sochaczewskim. W toku tak obfitych przemian dokonano także licznych przemian w strukturze gmin, tworząc nowe gminy, zmieniając granice istniejących gmin oraz korygując siedziby gmin na korzyść ośrodków o lepszym położeniu (względem nowych geometrii gmin) bądź wyposażeniu. Likwidacja powiatu warszawskiego wpłynęła znacząco na struktury administracyjne i związki sprzężeń społeczno-gospodarczych w rejonie stołecznym Polski, przekreślając zarazem 85 lat tradycji lokalnych jego zarządzania.
Zmiany na szczeblu i miast i gmin zsyntetyzowano poniżej w czterech kategoriach: a) zniesione gminy; b) nowe miasta i gminy; c) zmiany granic miast i gmin; d) bez zmian.

#### Zniesione gminy
- gmina Blizne (17 gromad):
  - 10 gromad weszło w skład nowo utworzonej gminy Babice Stare (➜ pow. pruszkowski);
  - 4 gromady weszły w skład nowo utworzonej gminy Ożarów (➜ pow. pruszkowski);
  - 2 gromady zniesiono, włączając je do nowo utworzonego miasta Czechowice (➜ pow. pruszkowski) (Gołąbki, Grabkowo);
  - 1 gromada weszła w skład nowo utworzonej gminy Izabelin (➜ pow. pruszkowski).

- gmina Góra (19 gromad):
  - 13 gromad weszło w skład nowo utworzonej gminy Janówek (➜ pow. nowodworski);
  - 4 gromady weszły w skład nowo utworzonej gminy Skrzeszew (➜ pow. nowodworski);
  - 2 gromady zniesiono, włączając je do miasta Nowy Dwór Mazowiecki (➜ pow. nowodworski) (Kępa Nowodworska i Łęczna).

- gmina Legionowo (0 gromad):
  - cała gmina weszła w skład nowo utworzonego miasta Legionowo (➜ pow. nowodworski).

- gmina Nowo-Iwiczna (18 gromad):
  - 9 gromad weszło w skład nowo utworzonej gminy Lesznowola (➜ pow. piaseczyński);
  - 5 gromad włączono do gminy Jeziorna (➜ pow. piaseczyński);
  - 3 gromady włączono do gminy Jazgarzew (➜ pow. grójecki ➜ pow. piaseczyński);
  - 1 gromadę zniesiono, włączając ją do miasta Piaseczna (➜ pow. piaseczyński) (Orężna).

- gmina Piastów (2 gromady):
  - cała gmina weszła w skład nowo utworzonego miasta Piastów (➜ pow. pruszkowski).

- gmina Pomiechowo (21 gromad):
  - 13 gromad weszło w skład nowo utworzonej gminy Pomiechówek (➜ pow. nowodworski);
  - 8 gromad weszło w skład nowo utworzonej gminy Modlin (➜ pow. nowodworski);

- gmina Skolimów-Konstancin (5 gromad):
  - cała gmina weszła w skład nowo utworzonego miasta Skolimów-Konstancin (➜ pow. piaseczyński).

- gmina Skorosze (12 gromad):
  - 9 gromad (bez części gromady Pęcice) weszło w skład nowo utworzonej gminy Michałowice (➜ pow. pruszkowski);
    - część gromady Pęcice (osiedle Chlebów) włączono do  gminy Helenów w powiecie grodziskomazowieckim (➜ pow. pruszkowski);

  - 3 gromady zniesiono, włączając je do nowo utworzonego miasta Czechowice (➜ pow. pruszkowski) (Czechowice, Skorosze, Szamoty).

#### Nowe miasta i gminy
- miasto Legionowo (➜ pow. nowodworski);
  - utworzone ze zniesionej gminy Legionowo (zniesiony pow. warszawski) (nie podzielona na gromady)
  - podbudowane o 2 gromady z gminy Jabłonna (zniesiony pow. warszawski) (Bukowiec, Łajski-Grudzie).

- miasto Piastów (➜ pow. pruszkowski);
  - utworzone z 2 gromad ze zniesionej gminy Piastów (zniesiony pow. warszawski) (Piastów Południe, Piastów Północ).

- miasto Skolimów-Konstancin (➜ pow. piaseczyński);
  - utworzone z 5 gromad ze zniesionej gminy Skolimów-Konstancin (zniesiony pow. warszawski) (Chylice, Jeziorna Oborska, Skolimów, Konstancin, Królewska Góra).

- gmina Babice Stare (12 gromad) (➜ pow. pruszkowski);
  - utworzona z 10 gromad ze zniesionej gminy Blizne (zniesiony pow. warszawski);
  - utworzona z 2 gromad ze zniesionej gminy Ożarów (zniesiony pow. warszawski).

- gmina Celestynów (13 gromad) (➜ pow. m-u otwocki);
  - utworzona z 6 gromad z gminy Karczew (zniesiony pow. warszawski);
  - utworzona z 4 gromad z gminy Kołbiel (pow. miński) (Dyzin, Jatne, Ostrowik, Ostrów);
  - utworzona z 3 gromad z gminy Osieck (pow. garwoliński) (Ponurzyca, Podbiel, Regut).

- gmina Halinów (18 gromad) (➜ pow. m-u otwocki);
  - utworzona z 13 gromad z gminy Okuniew (zniesiony pow. warszawski);
  - utworzona z 3 gromad z gminy Wiązowna (zniesiony pow. warszawski);
  - utworzona z 2 gromad z gminy Dębe Wielkie (pow. miński) (Chobot, Mrowiska).

- gmina Izabelin (11 gromad) (➜ pow. pruszkowski);
  - utworzona z 5 gromad ze zniesionej gminy Zaborów (zniesiony pow. warszawski);
  - utworzona z 3 gromad ze zniesionej gminy Ożarów (zniesiony pow. warszawski);
  - utworzona z 2 gromad z gminy Łomianki (zniesiony pow. warszawski);
  - utworzona z 1 gromady ze zniesionej gminy Blizne (zniesiony pow. warszawski).

- gmina Janówek (13 gromad) (➜ pow. nowodworski);
  - utworzona z 13 gromad ze zniesionej gminy Góra (zniesiony pow. warszawski).

- gmina Kazuń (26 gromad) (➜ pow. nowodworski);
  - utworzona z 16 gromad z gminy Cząstków (zniesiony pow. warszawski);
  - utworzona z 6 gromad z gminy Kampinos (pow. sochaczewski);
  - utworzona z 4 gromad ze zniesionej gminy Głusk (pow. sochaczewski) (Grochale, Grochale Nowe, Helenówek i Rybitwa).

- gmina Lesznowola (14 gromad) (➜ pow. piaseczyński);
  - utworzona z 9 gromad ze zniesionej gminy Nowo-Iwiczna (zniesiony pow. warszawski);
  - utworzona z 5 gromad z gminy Falenty (zniesiony pow. warszawski).

- gmina Michałowice (10 gromad) (➜ pow. pruszkowski);
  - utworzona z 9 gromad ze zniesionej gminy Skorosze (zniesiony pow. warszawski);
  - utworzona z 1 gromady z gminy Helenów (pow. grodziskomazowiecki) (Sokołów).

- gmina Modlin (8 gromad) (➜ pow. nowodworski);
  - utworzona z 8 gromad ze zniesionej gminy Pomiechowo (zniesiony pow. warszawski).

- gmina Ostrowiec (14 gromad) (➜ pow. m-u otwocki);
  - utworzona z 13 gromad z gminy Karczew (zniesiony pow. warszawski);
  - utworzona z 1 gromady z gminy Sobienie-Jeziory (pow. garwoliński) (Całowanie).

- gmina Pomiechówek (12 gromad) (➜ pow. nowodworski);
  - utworzona z 12 gromad ze zniesionej gminy Pomiechowo (zniesiony pow. warszawski).

- gmina Pustelnik (9 gromad) (➜ pow. wołomiński);
  - utworzona z 6 gromad z gminy Nieporęt (zniesiony pow. warszawski).
  - utworzona z 2 gromad ze zniesionej gminy Marki (zniesiony pow. warszawski).
  - utworzona z 1 gromady z gminy Radzymin (zniesiony pow. radzymiński) (Nadma).

- gmina Skrzeszew (26 gromad) (➜ pow. nowodworski);
  - utworzona z 4 gromad ze zniesionej gminy Góra (zniesiony pow. warszawski);
  - utworzona z 4 gromad z gminy Jabłonna (zniesiony pow. warszawski);
  - utworzona z 3 gromad z gminy Nieporęt (zniesiony pow. warszawski).

- gmina Wesoła (6 gromad) (➜ pow. m-u otwocki);
  - utworzona z 5 gromad z gminy Sulejówek (zniesiony pow. warszawski);
  - utworzona z 1 gromady z gminy Wiązowna (zniesiony pow. warszawski).

- gmina Ząbki (2 gromady) (➜ pow. wołomiński);
  - utworzona z 2 gromad z gminy Marki (zniesiony pow. warszawski).

#### Zmiany granic miast i gmin
- miasto Nowy Dwór Mazowiecki (➜ pow. nowodworski);
  - podbudowane o 2 gromady ze zniesionej gminy Góra (zniesiony pow. warszawski) (Kępa Nowodworska i Łęczna).

- miasto Otwock (➜ pow. m-u otwocki);
  - podbudowane o 2 gromady ze zniesionej gminy Józefów (zniesiony pow. warszawski) (Świder, Zamlądz);
  - podbudowane o 1 gromadę ze zniesionej gminy Karczew (zniesiony pow. warszawski) (Świdry Wielkie).

- miasto Piaseczno (➜ pow. piaseczyński);
  - podbudowane o 3 gromady ze zniesionej gminy Jazgarzew (pow. grójecki) (Gołków Nowy, Miasto-Las-Zalesie, Wólka Kozodawska Letnisko);
  - podbudowane o 1 gromadę ze zniesionej gminy Nowo-Iwiczna (zniesiony pow. warszawski) (Orężna);
  - zredukowane o obszar na zachód od toru kolejowego Warszawa-Warka i na północ od drogi Józefosław-Chyliczki, włączony do gromady Józefosław w znoszonej gminy Nowo-Iwiczna, którą włączono do gminy Jeziorna[71].

- miasto Rembertów (➜ pow. wołomiński);
  - podbudowane o część gminy Sulejówek (zniesiony pow. warszawski) (mniejsza część gromady Wola Grzybowska).

- gmina Cząstków (32 ➜ 16 gromad):
  - 16 gromad pozostało przy gminie Cząstków (➜ pow. nowodworski);
  - 16 gromad weszło w skład nowo utworzonej gminy Kazuń (➜ pow. nowodworski).

- gmina Falenty (20 ➜ 15 gromad):
  - 15 gromad pozostało przy gminie Falenty (➜ pow. piaseczyński);
  - 5 gromad weszło w skład nowo utworzonej gminy Lesznowola (➜ pow. piaseczyński).

- gmina Jabłonna (13 ➜ 5 gromad):
  - 5 gromad pozostało przy gminie Jabłonna (➜ pow. nowodworski);
  - 4 gromady weszły w skład nowo utworzonej gminy Skrzeszew (➜ pow. nowodworski).
  - 2 gromady włączono do gminy Nieporęt (➜ pow. nowodworski);
  - 2 gromady zniesiono, włączając je do nowo utworzonego miasta Legionowo (➜ pow. nowodworski) (Bukowiec, Łajski-Grudzie).

- gmina Jazgarzew, do 1952 w pow. grójeckim (29 ➜ 15 gromad):
  - 12 gromad pozostało przy gminie Jazgarzew (➜ pow. piaseczyński);
  - 14 gromad weszło w skład nowo utworzonej gminy Głosków (➜ pow. piaseczyński);
  - 3 gromady zniesiono, włączają je do miasta Piaseczna (➜ pow. piaseczyński) (Gołków Nowy, Miasto-Las-Zalesie, Wólka Kozodawska Letnisko);
  - ponadto do gminy Jazgarzew włączono 3 gromady ze zniesionej gminy Nowo-Iwiczna (zniesiony pow. warszawski) (Czarnów, Siedliska, Wierzbno).

- gmina Jeziorna (25 ➜ 30 gromad):
  - 25 gromad pozostało przy gminie Jeziorna(➜ pow. piaseczyński);
  - ponadto do gminy Jeziorna włączono 5 gromad ze zniesionej gminy Nowo-Iwiczna (zniesiony pow. warszawski) (Chylice, Chyliczki, Julianów, Józefosław, Skolimów), łącznie z obszarami miasta Piaseczna na zachód od toru kolejowego Warszawa-Warka i na północ od drogi Józefosław-Chyliczki, włączonymi do gromady Józefosław[71].

- gmina Józefów (8 ➜ 6 gromad):
  - 6 gromad pozostało przy gminie Józefów (➜ pow. m-u otwocki);
  - 2 gromady zniesiono, włączając je do miasta Otwocka (➜ pow. m-u otwocki) (Świder, Zamlądz).

- gmina Karczew (22 ➜ 2 gromady):
  - 2 gromady pozostały przy gminie Karczew (➜ pow. m-u otwocki);
  - 13 gromad weszło w skład nowo utworzonej gminy Ostrowiec (➜ pow. m-u otwocki);
  - 6 gromad weszło w skład nowo utworzonej gminy Celestynów (➜ pow. m-u otwocki);
  - 1 gromadę zniesiono, włączając ją do miasta Otwocka (➜ pow. m-u otwocki) (Świdry Wielkie).

- gmina Łomianki (10 ➜ 8 gromad):
  - 8 gromad pozostało przy gminie Łomianki (➜ pow. nowodworski);
  - 2 gromady weszły w skład nowo utworzonej gminy Izabelin (➜ pow. pruszkowski) (Laski, Mościska)

- gmina Marki (8 ➜ 3 gromady):
  - 3 gromady pozostały przy gminie Marki (➜ pow. wołomiński);
  - 2 gromady weszły w skład nowo utworzonej gminy Pustelnik (➜ pow. wołomiński) (Pustelnik, Struga);
  - 2 gromady weszły w skład nowo utworzonej gminy Ząbki (➜ pow. wołomiński) (Ząbki, Drewnica);
  - 1 gromadę włączono do gminy Zielonka (➜ pow. wołomiński) (Siwki).

- gmina Nieporęt (18 ➜ 14 gromad):
  - 9 gromad pozostało przy gminie Nieporęt (➜ pow. nowodworski);
  - 6 gromad weszło w skład nowo utworzonej gminy Pustelnik (➜ pow. wołomiński);
  - 3 gromady weszły w skład nowo utworzonej gminy Skrzeszew (➜ pow. nowodworski);
  - ponadto do gminy Nieporęt włączono 3 gromady z gminy Radzymin (zniesiony pow. radzymiński) (Beniaminów, Rynia, Wólka Radzymińska);
  - ponadto do gminy Nieporęt włączono 2 gromady z gminy Jabłonna (zniesiony pow. warszawski) (Michałów-Grabina i Szamocin).

- gmina Okuniew (21 ➜ 7 gromad):
  - 7 gromad pozostało przy gminie Okuniew (➜ pow. wołomiński);
  - 13 gromad weszło w skład nowo utworzonej gminy Halinów (➜ pow. m-u otwocki);
  - 1 gromadę włączono do gminy Sulejówek (➜ pow. m-u otwocki).

- gmina Ożarów (24 ➜ 17 gromady):
  - 13 gromad pozostało przy gminie Ożarów (➜ pow. pruszkowski);
  - 6 gromad włączono do gminy Zaborów (➜ pow. pruszkowski);
  - 3 gromady weszły w skład nowo utworzonej gminy Izabelin (➜ pow. pruszkowski);
  - 2 gromady weszły w skład nowo utworzonej gminy Babice Stare (➜ pow. pruszkowski);
  - ponadto do gminy Ożarów włączono 4 gromady ze zniesionej gminy Blizne (zniesiony pow. warszawski) (Bronisze, Jawczyce, Macierzysz, Piotrkówek Wielki).

- gmina Sulejówek (10 ➜ 6 gromad):
  - 5 gromad pozostało przy gminie Sulejówek (➜ pow. m-u otwocki);
  - 5 gromad weszło w skład nowo utworzonej gminy Wesoła (➜ pow. m-u otwocki);
  - pół gromady włączono do miasta Rembertowa (➜ pow. m-u wołomiński);
  - ponadto do gminy Sulejówek włączono 1 gromadę z gminy Okuniew (zniesiony pow. warszawski) (Długa Szlachecka).

- gmina Wiązowna (25 ➜ 21 gromad):
  - 21 gromad pozostało przy gminie Wiązowna (➜ pow. m-u otwocki);
  - 3 gromady weszły w skład nowo utworzonej gminy Halinów (➜ pow. m-u otwocki);
  - 1 gromada weszła w skład nowo utworzonej gminy Wesoła  (➜ pow. m-u otwocki).

- gmina Zaborów (15 ➜ 16 gromad):
  - 10 gromad pozostało przy gminie Zaborów (➜ pow. pruszkowski);
  - 5 gromady weszło w skład nowo utworzonej gminy Izabelin (➜ pow. pruszkowski);
  - ponadto do gminy Zaborów włączono 6 gromad z gminy Ożarów (zniesiony pow. warszawski) (Borzęcin Duży, Borzęcin Mały, Topolin, Wojcieszyn, Wierzbin, Zalesie).

- gmina Zielonka (1 ➜ 5 gromad):
  - 1 gromada pozostała przy gminie Zielonka (➜ pow. wołomiński);
  - ponadto do gminy Zielonka włączono 3 gromady z gminy Kobyłka (zniesiony pow. radzymiński) (Kobylak, Turów, Zosinek);
  - ponadto do gminy Zielonka włączono 1 gromadę z gminy Marki (zniesiony pow. warszawski) (Siwki).

#### Bez zmian
- miasto Zakroczym (➜ pow. nowodworski)

#### Podsumowanie
Spośród istniejących w przeddzień likwidacji powiatu 352 jednostek – 5 miast i 347 gromad (w 23 gminach) – transformacja obszaru powiatu objęła następujące wymiary:
- 108 jednostek włączono do nowo utworzonego powiatu nowodworskiego (30,68%);
- 80 jednostek włączono do nowo utworzonego powiatu miejsko-uzdrowiskowego Otwock (22,73%);
- 72 jednostki włączono do nowo utworzonego powiatu pruszkowskiego (20,45%);
- 69 jednostek włączono do nowo utworzonego powiatu piaseczyńskiego (19,60%);
- 23 jednostki włączono do nowo utworzonego powiatu wołomińskiego (6,53%).
- część jednej jednostki do powiatu grodziskomazowieckiego (osiedle Chlebów z gromady Pęcice)[75].

Wszystkie osiem gmin nowo utworzonego powiatu miejsko-uzdrowiskowego Otwock przekształcono jednocześnie w dzielnice tego powiatu (na wzór dzielnic miasta): dzielnica Celestynów, dzielnica Halinów, dzielnica Józefów, dzielnica Karczew, dzielnica Ostrowiec, dzielnica Sulejówek, dzielnica Wiązowna i dzielnica Wesoła. Specyfiką tego powiatu było jego utopijne wyobrażenie jako jednostki o jednym ośrodku miejskim, otoczonym obszernym zapleczem o charakterze uzdrowiskowym na wzór miast-ogrodów, choć na skali powiatu. Jednakże mimo obszernych rozmiarów, powiat miejsko-uzdrowiskowy Otwock nie był zaliczany do grona powiatów ziemskich, lecz miejskich (grodzkich). Stan taki utrzymał się do 1 stycznia 1958, kiedy to powiat miejsko-uzdrowiskowy Otwock zniesiono i przekształcono go w (normalny) ziemski powiat otwocki wyłączając z niego jednak Otwock (stał się powiatem miejskim); ponadto, kilka miejscowości (dawne gromady) z dzielnicy Wiązowna (Jabłonna, Mlądz, Świerk i Wólka Mlądzka) włączono równocześnie do Otwocka, a dotychczasowe dzielnice powiatowe przekształcono w gromady podstawowe.

## Przynależność administracyjna gromad powiatu warszawskiego w różnych okresach
| Gromada               | Przynależność gminna (gromadzka 1954–1972) wg stanu na: | Przynależność gminna (gromadzka 1954–1972) wg stanu na: | Przynależność gminna (gromadzka 1954–1972) wg stanu na: | Przynależność gminna (gromadzka 1954–1972) wg stanu na: | Przynależność gminna (gromadzka 1954–1972) wg stanu na: | Przynależność gminna (gromadzka 1954–1972) wg stanu na: | Przynależność gminna (gromadzka 1954–1972) wg stanu na: |
| Gromada               | 20 X 1933                                               | 31 VII 1939                                             | 15 V 1951                                               | 1 VII 1952                                              | 1 I 1955                                                | 1 I 1973                                                | 1 VIII 1977                                             |
| --------------------- | ------------------------------------------------------- | ------------------------------------------------------- | ------------------------------------------------------- | ------------------------------------------------------- | ------------------------------------------------------- | ------------------------------------------------------- | ------------------------------------------------------- |
| Babice Nowe           | Blizne                                                  | Blizne                                                  | Blizne                                                  | Babice Stare                                            | Babice Stare                                            | Stare Babice                                            | Stare Babice                                            |
| Babice Stare          | Blizne                                                  | Blizne                                                  | Blizne                                                  | Babice Stare                                            | Babice Stare                                            | Stare Babice                                            | Stare Babice                                            |
| Blizne Jasińskiego    | Blizne                                                  | Blizne                                                  | Blizne                                                  | Babice Stare                                            | Babice Stare                                            | Stare Babice                                            | Stare Babice                                            |
| Blizne Łaszczyńskiego | Blizne                                                  | Blizne                                                  | Blizne                                                  | Babice Stare                                            | Babice Stare                                            | Stare Babice                                            | Stare Babice                                            |
| Bronisze              | Blizne                                                  | Blizne                                                  | Blizne                                                  | Ożarów                                                  | Macierzysz                                              | Ożarów                                                  | Ożarów                                                  |
| Chrzanów              | Blizne                                                  | Blizne                                                  | Warszawa                                                | Warszawa                                                | Warszawa                                                | Warszawa                                                | Warszawa                                                |
| Gołąbki               | Blizne                                                  | Blizne                                                  | Blizne                                                  | Czechowice                                              | Ursus                                                   | Ursus                                                   | Warszawa                                                |
| Grabkowo              | Blizne                                                  | Blizne                                                  | Blizne                                                  | Czechowice                                              | Ursus                                                   | Ursus                                                   | Warszawa                                                |
| Groty                 | Blizne                                                  | Blizne                                                  | Warszawa                                                | Warszawa                                                | Warszawa                                                | Warszawa                                                | Warszawa                                                |
| Groty Kolonja         | Blizne                                                  | Blizne                                                  | Warszawa                                                | Warszawa                                                | Warszawa                                                | Warszawa                                                | Warszawa                                                |
| Janów                 | Blizne                                                  | Blizne                                                  | Blizne                                                  | Babice Stare                                            | Babice Stare                                            | Stare Babice                                            | Stare Babice                                            |
| Jawczyce Zabrzezina   | Blizne                                                  | Blizne                                                  | Blizne                                                  | Ożarów                                                  | Macierzysz                                              | Ożarów                                                  | Ożarów                                                  |
| Klaudyn               | Blizne                                                  | Blizne                                                  | Blizne                                                  | Izabelin                                                | Laski                                                   | Stare Babice                                            | Stare Babice                                            |
| Kwirynów              | Blizne                                                  | Blizne                                                  | Blizne                                                  | Babice Stare                                            | Babice Stare                                            | Stare Babice                                            | Stare Babice                                            |
| Latchorzew            | Blizne                                                  | Blizne                                                  | Blizne                                                  | Babice Stare                                            | Babice Stare                                            | Stare Babice                                            | Stare Babice                                            |
| Latchorzew Nowy       | Blizne                                                  | Blizne                                                  | Blizne                                                  | Babice Stare                                            | Babice Stare                                            | Stare Babice                                            | Stare Babice                                            |
| Lubiczów              | Blizne                                                  | Blizne                                                  | Blizne                                                  | Babice Stare                                            | Babice Stare                                            | Stare Babice                                            | Stare Babice                                            |
| Macierzysz            | Blizne                                                  | Blizne                                                  | Blizne                                                  | Ożarów                                                  | Macierzysz                                              | Ożarów                                                  | Ożarów                                                  |
| Mory                  | Blizne                                                  | Blizne                                                  | Blizne                                                  | Ożarów                                                  | Macierzysz                                              | Ożarów                                                  | Ożarów                                                  |
| Odolany               | Blizne                                                  | Blizne                                                  | Warszawa                                                | Warszawa                                                | Warszawa                                                | Warszawa                                                | Warszawa                                                |
| Piotrkówek (Duży)     | Blizne                                                  | Blizne                                                  | Blizne                                                  | Ożarów                                                  | Macierzysz                                              | Ożarów                                                  | Ożarów                                                  |
| Radio-Stacja          | Blizne                                                  | Blizne                                                  | Warszawa                                                | Warszawa                                                | Warszawa                                                | Warszawa                                                | Warszawa                                                |
| Szeligi               | Blizne                                                  | Blizne                                                  | Blizne                                                  | Babice Stare                                            | Macierzysz                                              | Ożarów                                                  | Ożarów                                                  |
| Aleksandrów           | Bródno                                                  | Bródno                                                  | Bródno                                                  | Warszawa                                                | Warszawa                                                | Warszawa                                                | Warszawa                                                |
| Białołęka             | Bródno                                                  | Bródno                                                  | Bródno                                                  | Warszawa                                                | Warszawa                                                | Warszawa                                                | Warszawa                                                |
| Bródno                | Bródno                                                  | Bródno                                                  | Bródno                                                  | Warszawa                                                | Warszawa                                                | Warszawa                                                | Warszawa                                                |
| Brzeziny              | Bródno                                                  | Bródno                                                  | Marki                                                   | Marki                                                   | Kąty Grodziskie                                         | Nieporęt                                                | Warszawa                                                |
| Elsnerów              | Bródno                                                  | Bródno                                                  | Bródno                                                  | Warszawa                                                | Warszawa                                                | Warszawa                                                | Warszawa                                                |
| Grodzisk              | Bródno                                                  | Bródno                                                  | Marki                                                   | Marki                                                   | Kąty Grodziskie                                         | Nieporęt                                                | Warszawa                                                |
| Lewandów ★            | Bródno                                                  | Bródno                                                  | Marki                                                   | Marki                                                   | Kąty Grodziskie                                         | Nieporęt                                                | Warszawa                                                |
| Targówek              | Bródno                                                  | Bródno                                                  | Bródno                                                  | Warszawa                                                | Warszawa                                                | Warszawa                                                | Warszawa                                                |
| Zacisze               | Bródno                                                  | Bródno                                                  | Bródno                                                  | Warszawa                                                | Warszawa                                                | Warszawa                                                | Warszawa                                                |
| Żerań                 | Bródno                                                  | Bródno                                                  | Bródno                                                  | Warszawa                                                | Warszawa                                                | Warszawa                                                | Warszawa                                                |
| Żerań                 | Bródno                                                  | Warszawa                                                | Warszawa                                                | Warszawa                                                | Warszawa                                                | Warszawa                                                | Warszawa                                                |
| Adamówek              | Cząstków                                                | Cząstków                                                | Cząstków                                                | Cząstków                                                | Czosnów                                                 | Czosnów                                                 | Czosnów                                                 |
| Augustówek            | Cząstków                                                | Cząstków                                                | Cząstków                                                | Kazuń                                                   | Małocice                                                | Czosnów                                                 | Czosnów                                                 |
| Cybulice              | Cząstków                                                | Cząstków                                                | Cząstków                                                | Kazuń                                                   | Kazuń Polski                                            | Czosnów                                                 | Czosnów                                                 |
| Cybulice Dworskie     | Cząstków                                                | Cząstków                                                | Cząstków                                                | Kazuń                                                   | Kazuń Polski                                            | Czosnów                                                 | Czosnów                                                 |
| Cybulice Małe         | Cząstków                                                | Cząstków                                                | Cząstków                                                | Kazuń                                                   | Kazuń Polski                                            | Czosnów                                                 | Czosnów                                                 |
| Cybulice Stare        | Cząstków                                                | Cząstków                                                | Cząstków                                                | Kazuń                                                   | Kazuń Polski                                            | Czosnów                                                 | Czosnów                                                 |
| Cybulice Włościańskie | Cząstków                                                | Cząstków                                                | Cząstków                                                | Kazuń                                                   | Kazuń Polski                                            | Czosnów                                                 | Czosnów                                                 |
| Cząstków Niemiecki    | Cząstków                                                | Cząstków                                                | Cząstków                                                | Cząstków                                                | Czosnów                                                 | Czosnów                                                 | Czosnów                                                 |
| Cząstków Polski       | Cząstków                                                | Cząstków                                                | Cząstków                                                | Cząstków                                                | Czosnów                                                 | Czosnów                                                 | Czosnów                                                 |
| Czeczotki             | Cząstków                                                | Cząstków                                                | Cząstków                                                | Kazuń                                                   | Kazuń Polski                                            | Czosnów                                                 | Czosnów                                                 |
| Czosnów               | Cząstków                                                | Cząstków                                                | Cząstków                                                | Cząstków                                                | Czosnów                                                 | Czosnów                                                 | Czosnów                                                 |
| Czosnów Nowy          | Cząstków                                                | Cząstków                                                | Cząstków                                                | Cząstków                                                | Czosnów                                                 | Czosnów                                                 | Czosnów                                                 |
| Dębina                | Cząstków                                                | Cząstków                                                | Cząstków                                                | Kazuń                                                   | Czosnów                                                 | Czosnów                                                 | Czosnów                                                 |
| Dobrzyń               | Cząstków                                                | Cząstków                                                | Cząstków                                                | Kazuń                                                   | Czosnów                                                 | Czosnów                                                 | Czosnów                                                 |
| Dziekanów Niemiecki   | Cząstków                                                | Cząstków                                                | Cząstków                                                | Cząstków                                                | Pieńków                                                 | Łomianki                                                | Łomianki                                                |
| Dziekanów Nowy        | Cząstków                                                | Cząstków                                                | Cząstków                                                | Cząstków                                                | Pieńków                                                 | Łomianki                                                | Łomianki                                                |
| Dziekanów Polski      | Cząstków                                                | Cząstków                                                | Cząstków                                                | Cząstków                                                | Pieńków                                                 | Łomianki                                                | Łomianki                                                |
| Dziekanówek           | Cząstków                                                | Cząstków                                                | Cząstków                                                | Cząstków                                                | Pieńków                                                 | Czosnów                                                 | Czosnów                                                 |
| Izabelin              | Cząstków                                                | Cząstków                                                | Cząstków                                                | Cząstków                                                | Pieńków                                                 | Czosnów                                                 | Czosnów                                                 |
| Janów-Mikołajówka     | Cząstków                                                | Cząstków                                                | Cząstków                                                | Kazuń                                                   | Małocice                                                | Czosnów                                                 | Czosnów                                                 |
| Janówek               | Cząstków                                                | Cząstków                                                | Cząstków                                                | Cząstków                                                | Czosnów                                                 | Czosnów                                                 | Czosnów                                                 |
| Jesionka              | Cząstków                                                | Cząstków                                                | Cząstków                                                | Kazuń                                                   | Małocice                                                | Czosnów                                                 | Czosnów                                                 |
| Kaliszki              | Cząstków                                                | Cząstków                                                | Cząstków                                                | Cząstków                                                | Czosnów                                                 | Czosnów                                                 | Czosnów                                                 |
| Kazuń Nowy            | Cząstków                                                | Cząstków                                                | Cząstków                                                | Kazuń                                                   | Kazuń Polski                                            | Czosnów                                                 | Czosnów                                                 |
| Kazuń Polski          | Cząstków                                                | Cząstków                                                | Cząstków                                                | Kazuń                                                   | Kazuń Polski                                            | Czosnów                                                 | Czosnów                                                 |
| Łomna                 | Cząstków                                                | Cząstków                                                | Cząstków                                                | Cząstków                                                | Czosnów                                                 | Czosnów                                                 | Czosnów                                                 |
| Łosia Wólka           | Cząstków                                                | Cząstków                                                | Cząstków                                                | Cząstków                                                | Czosnów                                                 | Czosnów                                                 | Czosnów                                                 |
| Małocice              | Cząstków                                                | Cząstków                                                | Cząstków                                                | Kazuń                                                   | Małocice                                                | Czosnów                                                 | Czosnów                                                 |
| Palmiry               | Cząstków                                                | Cząstków                                                | Cząstków                                                | Cząstków                                                | Czosnów                                                 | Czosnów                                                 | Czosnów                                                 |
| Pieńków               | Cząstków                                                | Cząstków                                                | Cząstków                                                | Cząstków                                                | Pieńków                                                 | Czosnów                                                 | Czosnów                                                 |
| Sadowa                | Cząstków                                                | Cząstków                                                | Cząstków                                                | Cząstków                                                | Pieńków                                                 | Łomianki                                                | Łomianki                                                |
| Sady                  | Cząstków                                                | Cząstków                                                | Cząstków                                                | Kazuń                                                   | Kazuń Polski                                            | Czosnów                                                 | Czosnów                                                 |
| Syndykowszczyzna      | Cząstków                                                | Cząstków                                                | Cząstków                                                | Kazuń                                                   | Kazuń Polski                                            | Czosnów                                                 | Czosnów                                                 |
| Wólka Czosnkowska     | Cząstków                                                | Cząstków                                                | Cząstków                                                | Kazuń                                                   | Małocice                                                | Czosnów                                                 | Czosnów                                                 |
| Wrzosówka             | Cząstków                                                | Cząstków                                                | Cząstków                                                | Kazuń                                                   | Małocice                                                | Czosnów                                                 | Czosnów                                                 |
| Anin                  | Falenica, Lt.                                           | Wawer                                                   | Warszawa                                                | Warszawa                                                | Warszawa                                                | Warszawa                                                | Warszawa                                                |
| Falenica              | Falenica, Lt.                                           | Falenica, Lt.                                           | Warszawa                                                | Warszawa                                                | Warszawa                                                | Warszawa                                                | Warszawa                                                |
| Józefów               | Falenica, Lt.                                           | Falenica, Lt.                                           | Józefów                                                 | Józefów                                                 | Józefów                                                 | Józefów                                                 | Józefów                                                 |
| Michalin              | Falenica, Lt.                                           | Falenica, Lt.                                           | Józefów                                                 | Józefów                                                 | Józefów                                                 | Józefów                                                 | Józefów                                                 |
| Miedzeszyn            | Falenica, Lt.                                           | Falenica, Lt.                                           | Warszawa                                                | Warszawa                                                | Warszawa                                                | Warszawa                                                | Warszawa                                                |
| Miedzeszyn Nowy       | Falenica, Lt.                                           | Falenica, Lt.                                           | Warszawa                                                | Warszawa                                                | Warszawa                                                | Warszawa                                                | Warszawa                                                |
| Międzylesie           | Falenica, Lt.                                           | Wawer                                                   | Warszawa                                                | Warszawa                                                | Warszawa                                                | Warszawa                                                | Warszawa                                                |
| Radość                | Falenica, Lt.                                           | Falenica, Lt.                                           | Warszawa                                                | Warszawa                                                | Warszawa                                                | Warszawa                                                | Warszawa                                                |
| Świder                | Falenica, Lt.                                           | Falenica, Lt.                                           | Józefów                                                 | Otwock                                                  | Otwock                                                  | Otwock                                                  | Otwock                                                  |
| Zbójna Góra           | Falenica, Lt.                                           | Falenica, Lt.                                           | Warszawa                                                | Warszawa                                                | Warszawa                                                | Warszawa                                                | Warszawa                                                |
| Dawidy                | Falenty                                                 | Falenty                                                 | Falenty                                                 | Falenty                                                 | Dawidy                                                  | Raszyn                                                  | Raszyn                                                  |
| Dawidy Bankowe        | Falenty                                                 | Falenty                                                 | Falenty                                                 | Falenty                                                 | Dawidy                                                  | Raszyn                                                  | Raszyn                                                  |
| Dawidy Poduchowne     | Falenty                                                 | Falenty                                                 | Warszawa                                                | Warszawa                                                | Warszawa                                                | Warszawa                                                | Warszawa                                                |
| Falenty Duże          | Falenty                                                 | Falenty                                                 | Falenty                                                 | Falenty                                                 | Raszyn                                                  | Raszyn                                                  | Raszyn                                                  |
| Falenty Nowe          | Falenty                                                 | Falenty                                                 | Falenty                                                 | Falenty                                                 | Raszyn                                                  | Raszyn                                                  | Raszyn                                                  |
| Grabów                | Falenty                                                 | Falenty                                                 | Warszawa                                                | Warszawa                                                | Warszawa                                                | Warszawa                                                | Warszawa                                                |
| Grabówek              | Falenty                                                 | Falenty                                                 | Warszawa                                                | Warszawa                                                | Warszawa                                                | Warszawa                                                | Warszawa                                                |
| Imielin               | Falenty                                                 | Falenty                                                 | Warszawa                                                | Warszawa                                                | Warszawa                                                | Warszawa                                                | Warszawa                                                |
| Janki                 | Falenty                                                 | Falenty                                                 | Falenty                                                 | Falenty                                                 | Janki                                                   | Raszyn                                                  | Raszyn                                                  |
| Jaworowa              | Falenty                                                 | Falenty                                                 | Falenty                                                 | Falenty                                                 | Dawidy                                                  | Raszyn                                                  | Raszyn                                                  |
| Jeziorki Nowe         | Falenty                                                 | Falenty                                                 | Warszawa                                                | Warszawa                                                | Warszawa                                                | Warszawa                                                | Warszawa                                                |
| Jeziorki Polskie      | Falenty                                                 | Falenty                                                 | Warszawa                                                | Warszawa                                                | Warszawa                                                | Warszawa                                                | Warszawa                                                |
| Krasnowola            | Falenty                                                 | Falenty                                                 | Warszawa                                                | Warszawa                                                | Warszawa                                                | Warszawa                                                | Warszawa                                                |
| Łady                  | Falenty                                                 | Falenty                                                 | Falenty                                                 | Falenty                                                 | Dawidy                                                  | Raszyn                                                  | Raszyn                                                  |
| Laszczki              | Falenty                                                 | Falenty                                                 | Falenty                                                 | Falenty                                                 | Janki                                                   | Raszyn                                                  | Raszyn                                                  |
| Łazy                  | Falenty                                                 | Falenty                                                 | Falenty                                                 | Lesznowola                                              | Mroków                                                  | Lesznowola                                              | Lesznowola                                              |
| Podolszyn             | Falenty                                                 | Falenty                                                 | Falenty                                                 | Lesznowola                                              | Lesznowola                                              | Lesznowola                                              | Lesznowola                                              |
| Podolszyn Nowy        | Falenty                                                 | Falenty                                                 | Falenty                                                 | Lesznowola                                              | Dawidy                                                  | Raszyn                                                  | Raszyn                                                  |
| Puchały               | Falenty                                                 | Falenty                                                 | Falenty                                                 | Falenty                                                 | Raszyn                                                  | Raszyn                                                  | Raszyn                                                  |
| Raszyn                | Falenty                                                 | Falenty                                                 | Falenty                                                 | Falenty                                                 | Raszyn                                                  | Raszyn                                                  | Raszyn                                                  |
| Rybie                 | Falenty                                                 | Falenty                                                 | Falenty                                                 | Falenty                                                 | Raszyn                                                  | Raszyn                                                  | Raszyn                                                  |
| Sękocin Nowy          | Falenty                                                 | Falenty                                                 | Falenty                                                 | Falenty                                                 | Janki                                                   | Raszyn                                                  | Raszyn                                                  |
| Sękocin Stary         | Falenty                                                 | Falenty                                                 | Falenty                                                 | Falenty                                                 | Janki                                                   | Raszyn                                                  | Raszyn                                                  |
| Słomin                | Falenty                                                 | Falenty                                                 | Falenty                                                 | Falenty                                                 | Janki                                                   | Raszyn                                                  | Raszyn                                                  |
| Wyczółki              | Falenty                                                 | Falenty                                                 | Warszawa                                                | Warszawa                                                | Warszawa                                                | Warszawa                                                | Warszawa                                                |
| Wypendy               | Falenty                                                 | Falenty                                                 | Falenty                                                 | Falenty                                                 | Janki                                                   | Raszyn                                                  | Raszyn                                                  |
| Zgorzała              | Falenty                                                 | Falenty                                                 | Falenty                                                 | Lesznowola                                              | Nowa Wola                                               | Lesznowola                                              | Lesznowola                                              |
| Boża Wola             | Góra                                                    | Góra                                                    | Góra                                                    | Janówek                                                 | Boża Wola                                               | Jabłonna                                                | Jabłonna                                                |
| Derlacz               | Góra                                                    | Góra                                                    | Góra                                                    | Skrzeszew                                               | Skrzeszew                                               | Skrzeszew                                               | Skrzeszew                                               |
| Góra                  | Góra                                                    | Góra                                                    | Góra                                                    | Janówek                                                 | Janówek I                                               | Skrzeszew                                               | Skrzeszew                                               |
| Janówek I             | Góra                                                    | Góra                                                    | Góra                                                    | Janówek                                                 | Janówek I                                               | Skrzeszew                                               | Skrzeszew                                               |
| Janówek II            | Góra                                                    | Góra                                                    | Góra                                                    | Janówek                                                 | Boża Wola                                               | Jabłonna                                                | Jabłonna                                                |
| Kałuszyn              | Góra                                                    | Góra                                                    | Góra                                                    | Skrzeszew                                               | Skrzeszew                                               | Skrzeszew                                               | Skrzeszew                                               |
| Kępa Kikolska         | Góra                                                    | Góra                                                    | Góra                                                    | Janówek                                                 | Janówek I                                               | Skrzeszew                                               | Skrzeszew                                               |
| Kępa Nowodworska      | Góra                                                    | Góra                                                    | Góra                                                    | Nowy Dwór M.                                            | Nowy Dwór M.                                            | Nowy Dwór M.                                            | Nowy Dwór M.                                            |
| Krubin                | Góra                                                    | Góra                                                    | Góra                                                    | Janówek                                                 | Janówek I                                               | Skrzeszew                                               | Skrzeszew                                               |
| Łęczna                | Góra                                                    | Góra                                                    | Góra                                                    | Nowy Dwór M.                                            | Nowy Dwór M.                                            | Nowy Dwór M.                                            | Nowy Dwór M.                                            |
| Okunin                | Góra                                                    | Góra                                                    | Góra                                                    | Janówek                                                 | Boża Wola                                               | Skrzeszew                                               | Skrzeszew                                               |
| Olszewnica Nowa       | Góra                                                    | Góra                                                    | Góra                                                    | Janówek                                                 | Janówek I                                               | Skrzeszew                                               | Skrzeszew                                               |
| Olszewnica Stara      | Góra                                                    | Góra                                                    | Góra                                                    | Janówek                                                 | Chotomów                                                | Skrzeszew                                               | Skrzeszew                                               |
| Sikory                | Góra                                                    | Góra                                                    | Góra                                                    | Janówek                                                 | Janówek I                                               | Skrzeszew                                               | Skrzeszew                                               |
| Skierdy               | Góra                                                    | Góra                                                    | Góra                                                    | Janówek                                                 | Boża Wola                                               | Jabłonna                                                | Jabłonna                                                |
| Suchocin ★            | Góra                                                    | Góra                                                    | Góra                                                    | Janówek                                                 | Boża Wola                                               | Jabłonna                                                | Jabłonna                                                |
| Skrzeszew             | Góra                                                    | Góra                                                    | Góra                                                    | Skrzeszew                                               | Skrzeszew                                               | Skrzeszew                                               | Skrzeszew                                               |
| Topolina              | Góra                                                    | Góra                                                    | Góra                                                    | Skrzeszew                                               | Skrzeszew                                               | Skrzeszew                                               | Skrzeszew                                               |
| Trzciany              | Góra                                                    | Góra                                                    | Góra                                                    | Janówek                                                 | Boża Wola                                               | Jabłonna                                                | Jabłonna                                                |
| Wólka Górska          | Góra                                                    | Góra                                                    | Góra                                                    | Janówek                                                 | Boża Wola                                               | Jabłonna                                                | Jabłonna                                                |
| Białołęka Dworska     | Jabłonna                                                | Jabłonna                                                | Warszawa                                                | Warszawa                                                | Warszawa                                                | Warszawa                                                | Warszawa                                                |
| Brzeziny Nowe         | Jabłonna                                                | Jabłonna                                                | Warszawa                                                | Warszawa                                                | Warszawa                                                | Warszawa                                                | Warszawa                                                |
| Buchnik ★             | Jabłonna                                                | Jabłonna                                                | Jabłonna                                                | Jabłonna                                                | Jabłonna                                                | Jabłonna                                                | Warszawa                                                |
| Bukowiec              | Jabłonna                                                | Jabłonna                                                | Jabłonna                                                | Legionowo                                               | Legionowo                                               | Legionowo                                               | Legionowo                                               |
| Choszczówka           | Jabłonna                                                | Jabłonna                                                | Warszawa                                                | Warszawa                                                | Warszawa                                                | Warszawa                                                | Warszawa                                                |
| Choszczówka-Kolonia ★ | Jabłonna                                                | Jabłonna                                                | Jabłonna                                                | Jabłonna                                                | Jabłonna                                                | Jabłonna                                                | Warszawa                                                |
| Chotomów              | Jabłonna                                                | Jabłonna                                                | Jabłonna                                                | Jabłonna                                                | Chotomów                                                | Jabłonna                                                | Jabłonna                                                |
| Dąbrowa Chotomowska   | Jabłonna                                                | Jabłonna                                                | Jabłonna                                                | Skrzeszew                                               | Chotomów                                                | Jabłonna                                                | Jabłonna                                                |
| Dąbrówka Grzybowska   | Jabłonna                                                | Jabłonna                                                | Warszawa                                                | Warszawa                                                | Warszawa                                                | Warszawa                                                | Warszawa                                                |
| Dąbrówka Szlachecka   | Jabłonna                                                | Jabłonna                                                | Warszawa                                                | Warszawa                                                | Warszawa                                                | Warszawa                                                | Warszawa                                                |
| Henryków              | Jabłonna                                                | Jabłonna                                                | Warszawa                                                | Warszawa                                                | Warszawa                                                | Warszawa                                                | Warszawa                                                |
| Jabłonna              | Jabłonna                                                | Jabłonna                                                | Jabłonna                                                | Jabłonna                                                | Jabłonna                                                | Jabłonna                                                | Jabłonna                                                |
| Józefów               | Jabłonna                                                | Jabłonna                                                | Jabłonna                                                | Jabłonna                                                | Rembelszczyzna                                          | Nieporęt                                                | Nieporęt                                                |
| Józefów Nowy          | Jabłonna                                                | Jabłonna                                                | Jabłonna                                                | Jabłonna                                                | Rembelszczyzna                                          | Nieporęt                                                | Nieporęt                                                |
| Kępa Tarchomińska     | Jabłonna                                                | Jabłonna                                                | Jabłonna                                                | Jabłonna                                                | Jabłonna                                                | Jabłonna                                                | Warszawa                                                |
| Łajski                | Jabłonna                                                | Jabłonna                                                | Jabłonna                                                | Skrzeszew                                               | Łajski                                                  | Skrzeszew                                               | Skrzeszew                                               |
| Łajski-Grudzie        | Jabłonna                                                | Jabłonna                                                | Jabłonna                                                | Legionowo                                               | Legionowo                                               | Legionowo                                               | Legionowo                                               |
| Marcelin              | Jabłonna                                                | Jabłonna                                                | Warszawa                                                | Warszawa                                                | Warszawa                                                | Warszawa                                                | Warszawa                                                |
| Michałów-Grabina      | Jabłonna                                                | Jabłonna                                                | Jabłonna                                                | Nieporęt                                                | Łajski                                                  | Nieporęt                                                | Nieporęt                                                |
| Michałów-Reginów      | Jabłonna                                                | Jabłonna                                                | Jabłonna                                                | Skrzeszew                                               | Rembelszczyzna                                          | Nieporęt                                                | Nieporęt                                                |
| Nowodwory Winnica     | Jabłonna                                                | Jabłonna                                                | Warszawa                                                | Warszawa                                                | Warszawa                                                | Warszawa                                                | Warszawa                                                |
| Płudy                 | Jabłonna                                                | Jabłonna                                                | Warszawa                                                | Warszawa                                                | Warszawa                                                | Warszawa                                                | Warszawa                                                |
| Poniatów ★            | Jabłonna                                                | Jabłonna                                                | Jabłonna                                                | Skrzeszew                                               | Łajski                                                  | Skrzeszew                                               | Skrzeszew                                               |
| Rajszew               | Jabłonna                                                | Jabłonna                                                | Jabłonna                                                | Jabłonna                                                | Chotomów                                                | Jabłonna                                                | Jabłonna                                                |
| Stanisławów           | Jabłonna                                                | Jabłonna                                                | Jabłonna                                                | Skrzeszew                                               | Łajski                                                  | Nieporęt                                                | Nieporęt                                                |
| Świdry Stare          | Jabłonna                                                | Jabłonna                                                | Warszawa                                                | Warszawa                                                | Warszawa                                                | Warszawa                                                | Warszawa                                                |
| Szamocin              | Jabłonna                                                | Jabłonna                                                | Jabłonna                                                | Nieporęt                                                | Rembelszczyzna                                          | Nieporęt                                                | Warszawa                                                |
| Tarchomin             | Jabłonna                                                | Jabłonna                                                | Warszawa                                                | Warszawa                                                | Warszawa                                                | Warszawa                                                | Warszawa                                                |
| Tomaszew              | Jabłonna                                                | Jabłonna                                                | Warszawa                                                | Warszawa                                                | Warszawa                                                | Warszawa                                                | Warszawa                                                |
| Wiśniewo              | Jabłonna                                                | Jabłonna                                                | Warszawa                                                | Warszawa                                                | Warszawa                                                | Warszawa                                                | Warszawa                                                |
| Bielawa               | Jeziorna                                                | Jeziorna                                                | Jeziorna                                                | Jeziorna                                                | Bielawa                                                 | Konst.-Jeziorna                                         | Konst.-Jeziorna                                         |
| Borowina              | Jeziorna                                                | Jeziorna                                                | Jeziorna                                                | Jeziorna                                                | Słomczyn                                                | Konst.-Jeziorna                                         | Konst.-Jeziorna                                         |
| Cieciszew             | Jeziorna                                                | Jeziorna                                                | Jeziorna                                                | Jeziorna                                                | Słomczyn                                                | Konst.-Jeziorna                                         | Konst.-Jeziorna                                         |
| Ciszyca               | Jeziorna                                                | Jeziorna                                                | Jeziorna                                                | Jeziorna                                                | Opacz (Pias.)                                           | Konst.-Jeziorna                                         | Konst.-Jeziorna                                         |
| Czernidła             | Jeziorna                                                | Jeziorna                                                | Jeziorna                                                | Jeziorna                                                | Opacz (Pias.)                                           | Konst.-Jeziorna                                         | Konst.-Jeziorna                                         |
| Gassy                 | Jeziorna                                                | Jeziorna                                                | Jeziorna                                                | Jeziorna                                                | Opacz (Pias.)                                           | Konst.-Jeziorna                                         | Konst.-Jeziorna                                         |
| Gawroniec-Janówek     | Jeziorna                                                | Jeziorna                                                | Jeziorna                                                | Jeziorna                                                | Jeziorna Kr.                                            | Konst.-Jeziorna                                         | Konst.-Jeziorna                                         |
| Gawroniec-Janówek     | Jeziorna                                                | Jeziorna                                                | Jeziorna                                                | Warszawa                                                | Warszawa                                                | Warszawa                                                | Warszawa                                                |
| Habdzin               | Jeziorna                                                | Jeziorna                                                | Jeziorna                                                | Jeziorna                                                | Opacz (Pias.)                                           | Konst.-Jeziorna                                         | Konst.-Jeziorna                                         |
| Jeziorna Fabryczna    | Jeziorna                                                | Jeziorna                                                | Jeziorna                                                | Jeziorna                                                | Jeziorna Kr.                                            | Konst.-Jeziorna                                         | Konst.-Jeziorna                                         |
| Jeziorna Królewska    | Jeziorna                                                | Jeziorna                                                | Jeziorna                                                | Jeziorna                                                | Jeziorna Kr.                                            | Konst.-Jeziorna                                         | Konst.-Jeziorna                                         |
| Kępa Falenicka        | Jeziorna                                                | Jeziorna                                                | Jeziorna                                                | Jeziorna                                                | Bielawa                                                 | Konst.-Jeziorna                                         | Konst.-Jeziorna                                         |
| Kępa Oborska          | Jeziorna                                                | Jeziorna                                                | Jeziorna                                                | Jeziorna                                                | Bielawa                                                 | Konst.-Jeziorna                                         | Konst.-Jeziorna                                         |
| Kępa Okrzeska         | Jeziorna                                                | Jeziorna                                                | Jeziorna                                                | Jeziorna                                                | Bielawa                                                 | Konst.-Jeziorna                                         | Konst.-Jeziorna                                         |
| Kierszek              | Jeziorna                                                | Jeziorna                                                | Jeziorna                                                | Jeziorna                                                | Chylice                                                 | Konst.-Jeziorna                                         | Konst.-Jeziorna                                         |
| Klarysew              | Jeziorna                                                | Jeziorna                                                | Jeziorna                                                | Jeziorna                                                | Jeziorna Kr.                                            | Konst.-Jeziorna                                         | Konst.-Jeziorna                                         |
| Konstancinek          | Jeziorna                                                | Jeziorna                                                | Jeziorna                                                | Jeziorna                                                | Jeziorna Kr.                                            | Konst.-Jeziorna                                         | Konst.-Jeziorna                                         |
| Łęczyca               | Jeziorna                                                | Jeziorna                                                | Warszawa                                                | Warszawa                                                | Warszawa                                                | Warszawa                                                | Warszawa                                                |
| Łęg                   | Jeziorna                                                | Jeziorna                                                | Jeziorna                                                | Jeziorna                                                | Opacz (Pias.)                                           | Konst.-Jeziorna                                         | Konst.-Jeziorna                                         |
| Obórki                | Jeziorna                                                | Jeziorna                                                | Jeziorna                                                | Jeziorna                                                | Bielawa                                                 | Konst.-Jeziorna                                         | Konst.-Jeziorna                                         |
| Obory                 | Jeziorna                                                | Jeziorna                                                | Jeziorna                                                | Jeziorna                                                | Słomczyn                                                | Konst.-Jeziorna                                         | Konst.-Jeziorna                                         |
| Obory Cegielnia       | Jeziorna                                                | Jeziorna                                                | Jeziorna                                                | Jeziorna                                                | Słomczyn                                                | Konst.-Jeziorna                                         | Konst.-Jeziorna                                         |
| Okrzeszyn             | Jeziorna                                                | Jeziorna                                                | Jeziorna                                                | Jeziorna                                                | Bielawa                                                 | Konst.-Jeziorna                                         | Konst.-Jeziorna                                         |
| Opacz                 | Jeziorna                                                | Jeziorna                                                | Jeziorna                                                | Jeziorna                                                | Opacz (Pias.)                                           | Konst.-Jeziorna                                         | Konst.-Jeziorna                                         |
| Piaski                | Jeziorna                                                | Jeziorna                                                | Jeziorna                                                | Jeziorna                                                | Słomczyn                                                | Konst.-Jeziorna                                         | Konst.-Jeziorna                                         |
| Słomczyn              | Jeziorna                                                | Jeziorna                                                | Jeziorna                                                | Jeziorna                                                | Słomczyn                                                | Konst.-Jeziorna                                         | Konst.-Jeziorna                                         |
| Brzezinka             | Karczew                                                 | Karczew                                                 | Karczew                                                 | Ostrowiec                                               | Ostrowiec                                               | Karczew                                                 | Karczew                                                 |
| Celestynów            | Karczew                                                 | Karczew                                                 | Karczew                                                 | Celestynów                                              | Celestynów                                              | Celestynów                                              | Celestynów                                              |
| Dąbrówka              | Karczew                                                 | Karczew                                                 | Karczew                                                 | Celestynów                                              | Celestynów                                              | Celestynów                                              | Celestynów                                              |
| Glina                 | Karczew                                                 | Karczew                                                 | Karczew                                                 | Celestynów                                              | Celestynów                                              | Celestynów                                              | Celestynów                                              |
| Glinki                | Karczew                                                 | Karczew                                                 | Karczew                                                 | Ostrowiec                                               | Ostrowiec                                               | Karczew                                                 | Karczew                                                 |
| Janów                 | Karczew                                                 | Karczew                                                 | Karczew                                                 | Ostrowiec                                               | Ostrowiec                                               | Karczew                                                 | Karczew                                                 |
| Karczew               | Karczew                                                 | Karczew                                                 | Karczew                                                 | Karczew                                                 | Karczew                                                 | Karczew                                                 | Karczew                                                 |
| Kępa Nadbrzeska       | Karczew                                                 | Karczew                                                 | Karczew                                                 | Ostrowiec                                               | Ostrowiec                                               | Karczew                                                 | Karczew                                                 |
| Lasek                 | Karczew                                                 | Karczew                                                 | Karczew                                                 | Celestynów                                              | Celestynów                                              | Celestynów                                              | Celestynów                                              |
| Łukówiec              | Karczew                                                 | Karczew                                                 | Karczew                                                 | Ostrowiec                                               | Ostrowiec                                               | Karczew                                                 | Karczew                                                 |
| Nadbrzeż              | Karczew                                                 | Karczew                                                 | Karczew                                                 | Ostrowiec                                               | Ostrowiec                                               | Karczew                                                 | Karczew                                                 |
| Ostrowiec             | Karczew                                                 | Karczew                                                 | Karczew                                                 | Ostrowiec                                               | Ostrowiec                                               | Karczew                                                 | Karczew                                                 |
| Otwock Mały           | Karczew                                                 | Karczew                                                 | Karczew                                                 | Ostrowiec                                               | Ostrowiec                                               | Karczew                                                 | Karczew                                                 |
| Otwock Wielki         | Karczew                                                 | Karczew                                                 | Karczew                                                 | Ostrowiec                                               | Ostrowiec                                               | Karczew                                                 | Karczew                                                 |
| Piotrowice            | Karczew                                                 | Karczew                                                 | Karczew                                                 | Ostrowiec                                               | Ostrowiec                                               | Karczew                                                 | Karczew                                                 |
| Pogorzel              | Karczew                                                 | Karczew                                                 | Karczew                                                 | Celestynów                                              | Celestynów                                              | Celestynów                                              | Celestynów                                              |
| Przewóz               | Karczew                                                 | Karczew                                                 | Karczew                                                 | Karczew                                                 | Karczew                                                 | Karczew                                                 | Karczew                                                 |
| Sobiekursk            | Karczew                                                 | Karczew                                                 | Karczew                                                 | Ostrowiec                                               | Ostrowiec                                               | Karczew                                                 | Karczew                                                 |
| Świdry Wielkie        | Karczew                                                 | Karczew                                                 | Karczew                                                 | Otwock                                                  | Otwock                                                  | Otwock                                                  | Otwock                                                  |
| Tabor                 | Karczew                                                 | Karczew                                                 | Karczew                                                 | Celestynów                                              | Celestynów                                              | Celestynów                                              | Celestynów                                              |
| Władysławów           | Karczew                                                 | Karczew                                                 | Karczew                                                 | Ostrowiec                                               | Ostrowiec                                               | Karczew                                                 | Karczew                                                 |
| Legionowo             | Legionowo                                               | Legionowo                                               | Legionowo                                               | Legionowo                                               | Legionowo                                               | Legionowo                                               | Legionowo                                               |
| Drewnica              | Marki                                                   | Marki                                                   | Marki                                                   | Ząbki                                                   | Ząbki                                                   | Ząbki                                                   | Ząbki                                                   |
| Marki                 | Marki                                                   | Marki                                                   | Marki                                                   | Marki                                                   | Marki                                                   | Marki                                                   | Marki                                                   |
| Pustelnik             | Marki                                                   | Marki                                                   | Marki                                                   | Pustelnik                                               | Pustelnik                                               | Marki                                                   | Marki                                                   |
| Siwki                 | Marki                                                   | Marki                                                   | Marki                                                   | Zielonka                                                | Zielonka                                                | Zielonka                                                | Zielonka                                                |
| Struga                | Marki                                                   | Marki                                                   | Marki                                                   | Pustelnik                                               | Struga                                                  | Marki                                                   | Marki                                                   |
| Ząbki                 | Marki                                                   | Marki                                                   | Marki                                                   | Ząbki                                                   | Ząbki                                                   | Ząbki                                                   | Ząbki                                                   |
| Zielonka              | Marki                                                   | Marki                                                   | Zielonka                                                | Zielonka                                                | Zielonka                                                | Zielonka                                                | Zielonka                                                |
| Buraków               | Młociny                                                 | Młociny                                                 | Łomianki                                                | Łomianki                                                | Buraków                                                 | Łomianki                                                | Łomianki                                                |
| Dąbrowa               | Młociny                                                 | Młociny                                                 | Łomianki                                                | Łomianki                                                | Łomianki                                                | Łomianki                                                | Łomianki                                                |
| Gać                   | Młociny                                                 | Młociny                                                 | Warszawa                                                | Warszawa                                                | Warszawa                                                | Warszawa                                                | Warszawa                                                |
| Górce                 | Młociny                                                 | Młociny                                                 | Warszawa                                                | Warszawa                                                | Warszawa                                                | Warszawa                                                | Warszawa                                                |
| Górce Nowe            | Młociny                                                 | Młociny                                                 | Warszawa                                                | Warszawa                                                | Warszawa                                                | Warszawa                                                | Warszawa                                                |
| Kępa Kiełpińska       | Młociny                                                 | Młociny                                                 | Łomianki                                                | Łomianki                                                | Łomianki                                                | Łomianki                                                | Łomianki                                                |
| Kiełpin               | Młociny                                                 | Młociny                                                 | Łomianki                                                | Łomianki                                                | Łomianki                                                | Łomianki                                                | Łomianki                                                |
| Kiełpin Poduchowny    | Młociny                                                 | Młociny                                                 | Łomianki                                                | Łomianki                                                | Łomianki                                                | Łomianki                                                | Łomianki                                                |
| Laski                 | Młociny                                                 | Młociny                                                 | Łomianki                                                | Izabelin                                                | Laski                                                   | Stare Babice                                            | Stare Babice                                            |
| Łomianki (Stare)      | Młociny                                                 | Młociny                                                 | Łomianki                                                | Łomianki                                                | Łomianki                                                | Łomianki                                                | Łomianki                                                |
| Łomianki Dolne        | Młociny                                                 | Młociny                                                 | Łomianki                                                | Łomianki                                                | Łomianki                                                | Łomianki                                                | Łomianki                                                |
| Łomianki Górne        | Młociny                                                 | Młociny                                                 | Łomianki                                                | Łomianki                                                | Łomianki                                                | Łomianki                                                | Łomianki                                                |
| Miasto Ogród Młociny  | Młociny                                                 | Młociny                                                 | Warszawa                                                | Warszawa                                                | Warszawa                                                | Warszawa                                                | Warszawa                                                |
| Młociny               | Młociny                                                 | Młociny                                                 | Warszawa                                                | Warszawa                                                | Warszawa                                                | Warszawa                                                | Warszawa                                                |
| Mościska              | Młociny                                                 | Młociny                                                 | Łomianki                                                | Izabelin                                                | Laski                                                   | Stare Babice                                            | Stare Babice                                            |
| Osiedle Łączności     | Młociny                                                 | Młociny                                                 | Warszawa                                                | Warszawa                                                | Warszawa                                                | Warszawa                                                | Warszawa                                                |
| Placówka              | Młociny                                                 | Młociny                                                 | Warszawa                                                | Warszawa                                                | Warszawa                                                | Warszawa                                                | Warszawa                                                |
| Wawrzyszew            | Młociny                                                 | Młociny                                                 | Warszawa                                                | Warszawa                                                | Warszawa                                                | Warszawa                                                | Warszawa                                                |
| Wawrzyszew Nowy       | Młociny                                                 | Młociny                                                 | Warszawa                                                | Warszawa                                                | Warszawa                                                | Warszawa                                                | Warszawa                                                |
| Wawrzyszew Stary      | Młociny                                                 | Młociny                                                 | Warszawa                                                | Warszawa                                                | Warszawa                                                | Warszawa                                                | Warszawa                                                |
| Wólka Węglowa         | Młociny                                                 | Młociny                                                 | Warszawa                                                | Warszawa                                                | Warszawa                                                | Warszawa                                                | Warszawa                                                |
| Augustów              | Nieporęt                                                | Nieporęt                                                | Nieporęt                                                | Pustelnik                                               | Kąty Grodziskie                                         | Nieporęt                                                | Warszawa                                                |
| Augustówek            | Nieporęt                                                | Nieporęt                                                | Nieporęt                                                | Pustelnik                                               | Kąty Grodziskie                                         | Nieporęt                                                | Warszawa                                                |
| Białobrzegi           | Nieporęt                                                | Nieporęt                                                | Nieporęt                                                | Nieporęt                                                | Nieporęt                                                | Nieporęt                                                | Nieporęt                                                |
| Kąty Grodziskie       | Nieporęt                                                | Nieporęt                                                | Nieporęt                                                | Pustelnik                                               | Kąty Grodziskie                                         | Nieporęt                                                | Warszawa                                                |
| Kąty Węgierskie       | Nieporęt                                                | Nieporęt                                                | Nieporęt                                                | Nieporęt                                                | Rembelszczyzna                                          | Nieporęt                                                | Nieporęt                                                |
| Kobiałka              | Nieporęt                                                | Nieporęt                                                | Nieporęt                                                | Pustelnik                                               | Kąty Grodziskie                                         | Nieporęt                                                | Warszawa                                                |
| Komornica             | Nieporęt                                                | Nieporęt                                                | Nieporęt                                                | Skrzeszew                                               | Wieliszew                                               | Skrzeszew                                               | Skrzeszew                                               |
| Nieporęt              | Nieporęt                                                | Nieporęt                                                | Nieporęt                                                | Nieporęt                                                | Nieporęt                                                | Nieporęt                                                | Nieporęt                                                |
| Olesin                | Nieporęt                                                | Nieporęt                                                | Nieporęt                                                | Pustelnik                                               | Kąty Grodziskie                                         | Nieporęt                                                | Warszawa                                                |
| Poddębie              | Nieporęt                                                | Nieporęt                                                | Nieporęt                                                | Skrzeszew                                               | Skrzeszew                                               | Skrzeszew                                               | Skrzeszew                                               |
| Stanisławów           | Nieporęt                                                | Nieporęt                                                | Nieporęt                                                | Nieporęt                                                | Rembelszczyzna                                          | Nieporęt                                                | Nieporęt                                                |
| Wieliszew             | Nieporęt                                                | Nieporęt                                                | Nieporęt                                                | Skrzeszew                                               | Wieliszew                                               | Skrzeszew                                               | Skrzeszew                                               |
| Wojdy (Mańki-Wojdy)   | Nieporęt                                                | Nieporęt                                                | Nieporęt                                                | Pustelnik                                               | Kąty Grodziskie                                         | Nieporęt                                                | Warszawa                                                |
| Zagroby               | Nieporęt                                                | Nieporęt                                                | Nieporęt                                                | Nieporęt                                                | Wieliszew                                               | Nieporęt                                                | Nieporęt                                                |
| Zegrze ★              | Nieporęt                                                | Nieporęt                                                | Nieporęt                                                | Nieporęt                                                | Wieliszew                                               | Serock                                                  | Serock                                                  |
| Chylice               | Nowo-Iwiczna                                            | Nowo-Iwiczna                                            | Nowo-Iwiczna                                            | Jeziorna                                                | Chylice                                                 | Piaseczno                                               | Piaseczno                                               |
| Chyliczki             | Nowo-Iwiczna                                            | Nowo-Iwiczna                                            | Nowo-Iwiczna                                            | Jeziorna                                                | Chylice                                                 | Piaseczno                                               | Piaseczno                                               |
| Czarnów               | Nowo-Iwiczna                                            | Nowo-Iwiczna                                            | Nowo-Iwiczna                                            | Jazgarzew                                               | Żabieniec                                               | Konst.-Jeziorna                                         | Konst.-Jeziorna                                         |
| Janczewice            | Nowo-Iwiczna                                            | Nowo-Iwiczna                                            | Nowo-Iwiczna                                            | Lesznowola                                              | Lesznowola                                              | Lesznowola                                              | Lesznowola                                              |
| Jazgarzewszczyzna     | Nowo-Iwiczna                                            | Nowo-Iwiczna                                            | Nowo-Iwiczna                                            | Lesznowola                                              | Nowa Wola                                               | Lesznowola                                              | Lesznowola                                              |
| Józefosław            | Nowo-Iwiczna                                            | Nowo-Iwiczna                                            | Nowo-Iwiczna                                            | Jeziorna                                                | Chylice                                                 | Piaseczno                                               | Piaseczno                                               |
| Julianów              | Nowo-Iwiczna                                            | Nowo-Iwiczna                                            | Nowo-Iwiczna                                            | Jeziorna                                                | Chylice                                                 | Piaseczno                                               | Piaseczno                                               |
| Lesznowola            | Nowo-Iwiczna                                            | Nowo-Iwiczna                                            | Nowo-Iwiczna                                            | Lesznowola                                              | Lesznowola                                              | Lesznowola                                              | Lesznowola                                              |
| Lesznowola Nowa       | Nowo-Iwiczna                                            | Nowo-Iwiczna                                            | Nowo-Iwiczna                                            | Lesznowola                                              | Lesznowola                                              | Lesznowola                                              | Lesznowola                                              |
| Mysiadło              | Nowo-Iwiczna                                            | Nowo-Iwiczna                                            | Nowo-Iwiczna                                            | Lesznowola                                              | Nowa Wola                                               | Lesznowola                                              | Lesznowola                                              |
| Nowa Iwiczna          | Nowo-Iwiczna                                            | Nowo-Iwiczna                                            | Nowo-Iwiczna                                            | Lesznowola                                              | Nowa Wola                                               | Lesznowola                                              | Lesznowola                                              |
| Nowa Wola             | Nowo-Iwiczna                                            | Nowo-Iwiczna                                            | Nowo-Iwiczna                                            | Lesznowola                                              | Nowa Wola                                               | Lesznowola                                              | Lesznowola                                              |
| Orężna                | Nowo-Iwiczna                                            | Nowo-Iwiczna                                            | Nowo-Iwiczna                                            | Piaseczno                                               | Piaseczno                                               | Piaseczno                                               | Piaseczno                                               |
| Siedlisko             | Nowo-Iwiczna                                            | Nowo-Iwiczna                                            | Nowo-Iwiczna                                            | Jazgarzew                                               | Żabieniec                                               | Piaseczno                                               | Piaseczno                                               |
| Siedlisko Letniskowe  | Nowo-Iwiczna                                            | Nowo-Iwiczna                                            | Nowo-Iwiczna                                            | Jazgarzew                                               | Żabieniec                                               | Piaseczno                                               | Piaseczno                                               |
| Skolimów (wieś)       | Nowo-Iwiczna                                            | Nowo-Iwiczna                                            | Nowo-Iwiczna                                            | Jeziorna                                                | Chylice                                                 | Konst.-Jeziorna                                         | Konst.-Jeziorna                                         |
| Stara Iwiczna         | Nowo-Iwiczna                                            | Nowo-Iwiczna                                            | Nowo-Iwiczna                                            | Lesznowola                                              | Nowa Wola                                               | Lesznowola                                              | Lesznowola                                              |
| Wierzbno              | Nowo-Iwiczna                                            | Nowo-Iwiczna                                            | Nowo-Iwiczna                                            | Jazgarzew                                               | Chylice                                                 | Konst.-Jeziorna                                         | Konst.-Jeziorna                                         |
| Budziska              | Okuniew                                                 | Okuniew                                                 | Okuniew                                                 | Okuniew                                                 | Okuniew                                                 | Halinów                                                 | Halinów                                                 |
| Cechówka              | Okuniew                                                 | Sulejówek                                               | Sulejówek                                               | Sulejówek                                               | Sulejówek                                               | Sulejówek                                               | Sulejówek                                               |
| Cisie                 | Okuniew                                                 | Okuniew                                                 | Okuniew                                                 | Halinów                                                 | Halinów                                                 | Halinów                                                 | Halinów                                                 |
| Desno                 | Okuniew                                                 | Okuniew                                                 | Okuniew                                                 | Halinów                                                 | Halinów                                                 | Halinów                                                 | Halinów                                                 |
| Długa Kościelna       | Okuniew                                                 | Okuniew                                                 | Okuniew                                                 | Halinów                                                 | Halinów                                                 | Halinów                                                 | Halinów                                                 |
| Długa Szlachecka      | Okuniew                                                 | Okuniew                                                 | Okuniew                                                 | Sulejówek                                               | Sulejówek                                               | Halinów                                                 | Halinów                                                 |
| Długa Szlachecka      | Okuniew                                                 | Okuniew                                                 | Okuniew                                                 | Sulejówek                                               | Sulejówek                                               | Sulejówek                                               | Sulejówek                                               |
| Grabina               | Okuniew                                                 | Okuniew                                                 | Okuniew                                                 | Halinów                                                 | Halinów                                                 | Halinów                                                 | Halinów                                                 |
| Halinów               | Okuniew                                                 | Okuniew                                                 | Okuniew                                                 | Halinów                                                 | Halinów                                                 | Halinów                                                 | Halinów                                                 |
| Hipolitów             | Okuniew                                                 | Okuniew                                                 | Okuniew                                                 | Halinów                                                 | Halinów                                                 | Halinów                                                 | Halinów                                                 |
| Józefin               | Okuniew                                                 | Okuniew                                                 | Okuniew                                                 | Halinów                                                 | Halinów                                                 | Halinów                                                 | Halinów                                                 |
| Kamionek              | Okuniew                                                 | Okuniew                                                 | Okuniew                                                 | Okuniew                                                 | Okuniew                                                 | Halinów                                                 | Halinów                                                 |
| Kazimierów            | Okuniew                                                 | Okuniew                                                 | Okuniew                                                 | Halinów                                                 | Halinów                                                 | Halinów                                                 | Halinów                                                 |
| Konik Stary           | Okuniew                                                 | Okuniew                                                 | Okuniew                                                 | Halinów                                                 | Halinów                                                 | Halinów                                                 | Halinów                                                 |
| Królewskie Bagno      | Okuniew                                                 | Okuniew                                                 | Okuniew                                                 | Halinów                                                 | Halinów                                                 | Halinów                                                 | Halinów                                                 |
| Krzewina              | Okuniew                                                 | Okuniew                                                 | Okuniew                                                 | Halinów                                                 | Halinów                                                 | Halinów                                                 | Halinów                                                 |
| Michałów              | Okuniew                                                 | Okuniew                                                 | Okuniew                                                 | Okuniew                                                 | Okuniew                                                 | Halinów                                                 | Halinów                                                 |
| Okuniew               | Okuniew                                                 | Okuniew                                                 | Okuniew                                                 | Okuniew                                                 | Okuniew                                                 | Halinów                                                 | Halinów                                                 |
| Ostrowik              | Okuniew                                                 | Okuniew                                                 | Okuniew                                                 | Okuniew                                                 | Trzcinka                                                | Poświętne                                               | Poświętne                                               |
| Sulejówek             | Okuniew                                                 | Sulejówek                                               | Sulejówek                                               | Sulejówek                                               | Sulejówek                                               | Sulejówek                                               | Sulejówek                                               |
| Szkopówka             | Okuniew                                                 | Sulejówek                                               | Sulejówek                                               | Wesoła                                                  | Wesoła                                                  | Sulejówek                                               | Sulejówek                                               |
| Trzcinka              | Okuniew                                                 | Okuniew                                                 | Okuniew                                                 | Okuniew                                                 | Trzcinka                                                | Poświętne                                               | Poświętne                                               |
| Zabraniec             | Okuniew                                                 | Okuniew                                                 | Okuniew                                                 | Okuniew                                                 | Trzcinka                                                | Poświętne                                               | Poświętne                                               |
| Żórawka               | Okuniew                                                 | Sulejówek                                               | Sulejówek                                               | Sulejówek                                               | Sulejówek                                               | Sulejówek                                               | Sulejówek                                               |
| Żwir (Ratajewo)       | Okuniew                                                 | Sulejówek                                               | Sulejówek                                               | Sulejówek                                               | Sulejówek                                               | Sulejówek                                               | Sulejówek                                               |
| Żwirówka              | Okuniew                                                 | Okuniew                                                 | Okuniew                                                 | Halinów                                                 | Halinów                                                 | Halinów                                                 | Halinów                                                 |
| Bąki                  | Ożarów                                                  | Ożarów                                                  | Ożarów                                                  | Ożarów                                                  | Pruszków                                                | Pruszków                                                | Pruszków                                                |
| Borzęcin              | Ożarów                                                  | Ożarów                                                  | Ożarów                                                  | Zaborów                                                 | Borzęcin Duży                                           | Stare Babice                                            | Stare Babice                                            |
| Borzęcin Duży         | Ożarów                                                  | Ożarów                                                  | Ożarów                                                  | Zaborów                                                 | Borzęcin Duży                                           | Stare Babice                                            | Stare Babice                                            |
| Duchnice              | Ożarów                                                  | Ożarów                                                  | Ożarów                                                  | Ożarów                                                  | Ożarów                                                  | Ożarów Maz.                                             | Ożarów Maz.                                             |
| Izabelin (A)          | Ożarów                                                  | Ożarów                                                  | Ożarów                                                  | Izabelin                                                | Izabelin                                                | Stare Babice                                            | Stare Babice                                            |
| Kaputy                | Ożarów                                                  | Ożarów                                                  | Ożarów                                                  | Ożarów                                                  | Ołtarzew                                                | Ożarów Maz.                                             | Ożarów Maz.                                             |
| Koczargi              | Ożarów                                                  | Ożarów                                                  | Ożarów                                                  | Izabelin                                                | Koczargi Nowe                                           | Stare Babice                                            | Stare Babice                                            |
| Koczargi Nowe         | Ożarów                                                  | Ożarów                                                  | Ożarów                                                  | Babice Stare                                            | Koczargi Nowe                                           | Stare Babice                                            | Stare Babice                                            |
| Konotopa              | Ożarów                                                  | Ożarów                                                  | Ożarów                                                  | Ożarów                                                  | Ożarów                                                  | Ożarów Maz.                                             | Ożarów Maz.                                             |
| Koprki                | Ożarów                                                  | Ożarów                                                  | Ożarów                                                  | Ożarów                                                  | Ołtarzew                                                | Ożarów Maz.                                             | Ożarów Maz.                                             |
| Kręczki               | Ożarów                                                  | Ożarów                                                  | Ożarów                                                  | Ożarów                                                  | Ołtarzew                                                | Ożarów Maz.                                             | Ożarów Maz.                                             |
| Ołtarzew              | Ożarów                                                  | Ożarów                                                  | Ożarów                                                  | Ożarów                                                  | Ołtarzew                                                | Ożarów Maz.                                             | Ożarów Maz.                                             |
| Ołtarzew-Kolonia ★    | Ożarów                                                  | Ożarów                                                  | Ożarów                                                  | Ożarów                                                  | Ołtarzew                                                | Ożarów Maz.                                             | Ożarów Maz.                                             |
| Ożarów (wieś)         | Ożarów                                                  | Ożarów                                                  | Ożarów                                                  | Ożarów                                                  | Ożarów                                                  | Ożarów Maz.                                             | Ożarów Maz.                                             |
| Ożarów-Franciszków ★  | Ożarów                                                  | Ożarów                                                  | Ożarów                                                  | Ożarów                                                  | Ożarów-Franciszków                                      | Ożarów Maz.                                             | Ożarów Maz.                                             |
| Ożarów-Parcele        | Ożarów                                                  | Ożarów                                                  | Ożarów                                                  | Ożarów                                                  | Ożarów-Franciszków                                      | Ożarów Maz.                                             | Ożarów Maz.                                             |
| Piotrkówek*           | Ożarów                                                  | Ożarów                                                  | Ożarów                                                  | Ożarów                                                  | Macierzysz                                              | Ożarów Maz.                                             | Ożarów Maz.                                             |
| Stanisławów           | Ożarów                                                  | Ożarów                                                  | Ożarów                                                  | Izabelin                                                | Borzęcin Duży                                           | Stare Babice                                            | Stare Babice                                            |
| Topolin               | Ożarów                                                  | Ożarów                                                  | Ożarów                                                  | Zaborów                                                 | Borzęcin Duży                                           | Stare Babice                                            | Stare Babice                                            |
| Umiastów              | Ożarów                                                  | Ożarów                                                  | Ożarów                                                  | Ożarów                                                  | Ołtarzew                                                | Ożarów Maz.                                             | Ożarów Maz.                                             |
| Wieruchów             | Ożarów                                                  | Ożarów                                                  | Ożarów                                                  | Ożarów                                                  | Macierzysz                                              | Ożarów Maz.                                             | Ożarów Maz.                                             |
| Wierzbin              | Ożarów                                                  | Ożarów                                                  | Ożarów                                                  | Zaborów                                                 | Borzęcin Duży                                           | Stare Babice                                            | Stare Babice                                            |
| Wojcieszyn            | Ożarów                                                  | Ożarów                                                  | Ożarów                                                  | Zaborów                                                 | Borzęcin Duży                                           | Stare Babice                                            | Stare Babice                                            |
| Zalesie               | Ożarów                                                  | Ożarów                                                  | Ożarów                                                  | Zaborów                                                 | Borzęcin Duży                                           | Stare Babice                                            | Stare Babice                                            |
| Zielonki              | Ożarów                                                  | Ożarów                                                  | Ożarów                                                  | Babice Stare                                            | Koczargi Nowe                                           | Stare Babice                                            | Stare Babice                                            |
| Piastów Północ        | Piastów                                                 | Piastów                                                 | Piastów                                                 | Piastów                                                 | Piastów                                                 | Piastów                                                 | Piastów                                                 |
| Piastów Południe      | Piastów                                                 | Piastów                                                 | Piastów                                                 | Piastów                                                 | Piastów                                                 | Piastów                                                 | Piastów                                                 |
| Brody                 | Pomiechowo                                              | Pomiechowo                                              | Pomiechowo                                              | Pomiechówek                                             | Pomiechówek                                             | Pomiechówek                                             | Pomiechówek                                             |
| Cegielnia-Kosewo      | Pomiechowo                                              | Pomiechowo                                              | Pomiechowo                                              | Modlin                                                  | Kosewo                                                  | Pomiechówek                                             | Pomiechówek                                             |
| Czarnowo              | Pomiechowo                                              | Pomiechowo                                              | Pomiechowo                                              | Pomiechówek                                             | Kikoły                                                  | Pomiechówek                                             | Pomiechówek                                             |
| Kikoły                | Pomiechowo                                              | Pomiechowo                                              | Pomiechowo                                              | Pomiechówek                                             | Kikoły                                                  | Pomiechówek                                             | Pomiechówek                                             |
| Kosewko               | Pomiechowo                                              | Pomiechowo                                              | Pomiechowo                                              | Pomiechówek                                             | Pomiechówek                                             | Pomiechówek                                             | Pomiechówek                                             |
| Kosewo                | Pomiechowo                                              | Pomiechowo                                              | Pomiechowo                                              | Modlin                                                  | Kosewo                                                  | Pomiechówek                                             | Pomiechówek                                             |
| Modlin Nowy           | Pomiechowo                                              | Pomiechowo                                              | Pomiechowo                                              | Modlin                                                  | Kosewo                                                  | Pomiechówek                                             | Pomiechówek                                             |
| Modlin Stary          | Pomiechowo                                              | Pomiechowo                                              | Pomiechowo                                              | Modlin                                                  | Modlin Stary                                            | Nowy Dwór Maz.                                          | Nowy Dwór Maz.                                          |
| Modlin-Twierdza       | Pomiechowo                                              | Pomiechowo                                              | Pomiechowo                                              | Modlin                                                  | Modlin Stary                                            | Nowy Dwór Maz.                                          | Nowy Dwór Maz.                                          |
| Orzechowo             | Pomiechowo                                              | Pomiechowo                                              | Pomiechowo                                              | Pomiechówek                                             | Kikoły                                                  | Pomiechówek                                             | Pomiechówek                                             |
| Orzechowo Nowe        | Pomiechowo                                              | Pomiechowo                                              | Pomiechowo                                              | Pomiechówek                                             | Kikoły                                                  | Pomiechówek                                             | Pomiechówek                                             |
| Pomiechowo            | Pomiechowo                                              | Pomiechowo                                              | Pomiechowo                                              | Pomiechówek                                             | Pomiechówek                                             | Pomiechówek                                             | Pomiechówek                                             |
| Pomiechówek           | Pomiechowo                                              | Pomiechowo                                              | Pomiechowo                                              | Pomiechówek                                             | Pomiechówek                                             | Pomiechówek                                             | Pomiechówek                                             |
| Stanisławowo          | Pomiechowo                                              | Pomiechowo                                              | Pomiechowo                                              | Pomiechówek                                             | Pomiechówek                                             | Pomiechówek                                             | Pomiechówek                                             |
| Szczypiorna           | Pomiechowo                                              | Pomiechowo                                              | Pomiechowo                                              | Modlin                                                  | Gocławice II                                            | Pomiechówek                                             | Pomiechówek                                             |
| Wójtostwo             | Pomiechowo                                              | Pomiechowo                                              | Pomiechowo                                              | Pomiechówek                                             | Kikoły                                                  | Pomiechówek                                             | Pomiechówek                                             |
| Wólka                 | Pomiechowo                                              | Pomiechowo                                              | Pomiechowo                                              | Pomiechówek                                             | Kikoły                                                  | Pomiechówek                                             | Pomiechówek                                             |
| Wymysły               | Pomiechowo                                              | Pomiechowo                                              | Pomiechowo                                              | Modlin                                                  | Kosewo                                                  | Pomiechówek                                             | Pomiechówek                                             |
| Zapiecki              | Pomiechowo                                              | Pomiechowo                                              | Pomiechowo                                              | Pomiechówek                                             | Kikoły                                                  | Pomiechówek                                             | Pomiechówek                                             |
| Chylice               | Skolimów-Konst.                                         | Skolimów-Konst.                                         | Skolimów-Konst.                                         | Skolimów-Konst.                                         | Skolimów-Konst.                                         | Konst.-Jeziorna                                         | Konst.-Jeziorna                                         |
| Jeziorna Oborska      | Skolimów-Konst.                                         | Skolimów-Konst.                                         | Skolimów-Konst.                                         | Skolimów-Konst.                                         | Skolimów-Konst.                                         | Konst.-Jeziorna                                         | Konst.-Jeziorna                                         |
| Konstancin            | Skolimów-Konst.                                         | Skolimów-Konst.                                         | Skolimów-Konst.                                         | Skolimów-Konst.                                         | Skolimów-Konst.                                         | Konst.-Jeziorna                                         | Konst.-Jeziorna                                         |
| Królewska Góra        | Skolimów-Konst.                                         | Skolimów-Konst.                                         | Skolimów-Konst.                                         | Skolimów-Konst.                                         | Skolimów-Konst.                                         | Konst.-Jeziorna                                         | Konst.-Jeziorna                                         |
| Skolimów (A, B)       | Skolimów-Konst.                                         | Skolimów-Konst.                                         | Skolimów-Konst.                                         | Skolimów-Konst.                                         | Skolimów-Konst.                                         | Konst.-Jeziorna                                         | Konst.-Jeziorna                                         |
| Skolimów C ★          | Skolimów-Konst.                                         | Skolimów-Konst.                                         | Skolimów-Konst.                                         | Skolimów-Konst.                                         | Chylice                                                 | Konst.-Jeziorna                                         | Konst.-Jeziorna                                         |
| Czechowice            | Skorosze                                                | Skorosze                                                | Skorosze                                                | Czechowice                                              | Ursus                                                   | Ursus                                                   | Warszawa                                                |
| Karolin               | Skorosze                                                | Skorosze                                                | Skorosze                                                | Michałowice                                             |                                                         |                                                         | Warszawa                                                |
| Michałowice           | Skorosze                                                | Skorosze                                                | Skorosze                                                | Michałowice                                             | Opacz (Pruszk.)                                         | Michałowice                                             | Michałowice                                             |
| Okęcie                | Skorosze                                                | Okęcie                                                  | Warszawa                                                | Warszawa                                                | Warszawa                                                | Warszawa                                                | Warszawa                                                |
| Opacz                 | Skorosze                                                | Skorosze                                                | Skorosze                                                | Michałowice                                             | Opacz (Pruszk.)                                         | Michałowice                                             | Michałowice                                             |
| Opacz Duża            | Skorosze                                                | Okęcie                                                  | Warszawa                                                | Warszawa                                                | Warszawa                                                | Warszawa                                                | Warszawa                                                |
| Opacz Mała            | Skorosze                                                | Skorosze                                                | Skorosze                                                | Michałowice                                             | Opacz (Pruszk.)                                         | Michałowice                                             | Michałowice                                             |
| Pęcice                | Skorosze                                                | Skorosze                                                | Skorosze                                                | Michałowice                                             | Opacz (Pruszk.)                                         | Michałowice                                             | Michałowice                                             |
| Rakowiec              | Skorosze                                                | Okęcie                                                  | Warszawa                                                | Warszawa                                                | Warszawa                                                | Warszawa                                                | Warszawa                                                |
| Raków                 | Skorosze                                                | Okęcie                                                  | Warszawa                                                | Warszawa                                                | Warszawa                                                | Warszawa                                                | Warszawa                                                |
| Reguły                | Skorosze                                                | Skorosze                                                | Skorosze                                                | Michałowice                                             | Opacz (Pruszk.)                                         | Michałowice                                             | Michałowice                                             |
| Salomea               | Skorosze                                                | Okęcie                                                  | Warszawa                                                | Warszawa                                                | Warszawa                                                | Warszawa                                                | Warszawa                                                |
| Skorosze              | Skorosze                                                | Skorosze                                                | Skorosze                                                | Czechowice                                              | Ursus                                                   | Ursus                                                   | Warszawa                                                |
| Szamoty               | Skorosze                                                | Skorosze                                                | Skorosze                                                | Czechowice                                              | Ursus                                                   | Ursus                                                   | Warszawa                                                |
| Szczęśliwice          | Skorosze                                                | Okęcie                                                  | Warszawa                                                | Warszawa                                                | Warszawa                                                | Warszawa                                                | Warszawa                                                |
| Wiktoryn              | Skorosze                                                | Okęcie                                                  | Warszawa                                                | Warszawa                                                | Warszawa                                                | Warszawa                                                | Warszawa                                                |
| Załuski               | Skorosze                                                | Okęcie                                                  | Warszawa                                                | Warszawa                                                | Warszawa                                                | Warszawa                                                | Warszawa                                                |
| Gocławek              | Wawer                                                   | Wawer                                                   | Warszawa                                                | Warszawa                                                | Warszawa                                                | Warszawa                                                | Warszawa                                                |
| Groszówka ★           | Wawer                                                   | Wawer                                                   | Sulejówek                                               | Wesoła                                                  | Wesoła                                                  | Wesoła                                                  | Wesoła                                                  |
| Grzybowa              | Wawer                                                   | Sulejówek                                               | Sulejówek                                               | Wesoła                                                  | Wesoła                                                  | Wesoła                                                  | Wesoła                                                  |
| Karolówka             | Wawer                                                   | Rembertów                                               | Rembertów                                               | Rembertów                                               | Rembertów                                               | Warszawa                                                | Warszawa                                                |
| Kawenczyn             | Wawer                                                   | Rembertów                                               | Rembertów                                               | Rembertów                                               | Rembertów                                               | Warszawa                                                | Warszawa                                                |
| Kozia Górka           | Wawer                                                   | Bródno                                                  | Warszawa                                                | Warszawa                                                | Warszawa                                                | Warszawa                                                | Warszawa                                                |
| Miłosna               | Wawer                                                   | Wawer                                                   | Sulejówek                                               | Wesoła                                                  | Wesoła                                                  | Wesoła                                                  | Wesoła                                                  |
| Mokry Ług             | Wawer                                                   | Rembertów                                               | Rembertów                                               | Rembertów                                               | Rembertów                                               | Warszawa                                                | Warszawa                                                |
| Podkaczy Dół          | Wawer                                                   | Wawer                                                   | Warszawa                                                | Warszawa                                                | Warszawa                                                | Warszawa                                                | Warszawa                                                |
| Pohulanka             | Wawer                                                   | Wawer                                                   | Wiązowna                                                | Wesoła                                                  | Wesoła                                                  | Wesoła                                                  | Wesoła                                                  |
| Poligon               | Wawer                                                   | Rembertów                                               | Rembertów                                               | Rembertów                                               | Rembertów                                               | Zielonka                                                | Zielonka                                                |
| Poligon               | Wawer                                                   | Sulejówek                                               | Sulejówek                                               | Rembertów                                               | Rembertów                                               | Zielonka                                                | Zielonka                                                |
| Rembertów             | Wawer                                                   | Rembertów                                               | Rembertów                                               | Rembertów                                               | Rembertów                                               | Warszawa                                                | Warszawa                                                |
| Rembertów Nowy        | Wawer                                                   | Rembertów                                               | Rembertów                                               | Rembertów                                               | Rembertów                                               | Warszawa                                                | Warszawa                                                |
| Wawer                 | Wawer                                                   | Wawer                                                   | Warszawa                                                | Warszawa                                                | Warszawa                                                | Warszawa                                                | Warszawa                                                |
| Wesoła ★              | Wawer                                                   | Wawer                                                   | Sulejówek                                               | Wesoła                                                  | Wesoła                                                  | Wesoła                                                  | Wesoła                                                  |
| Wola Grzybowska       | Wawer                                                   | Sulejówek                                               | Sulejówek                                               | Sulejówek                                               | Sulejówek                                               | Wesoła                                                  | Wesoła                                                  |
| Zastów                | Wawer                                                   | Wawer                                                   | Warszawa                                                | Warszawa                                                | Warszawa                                                | Warszawa                                                | Warszawa                                                |
| Zielona               | Wawer                                                   | Sulejówek                                               | Sulejówek                                               | Wesoła                                                  | Wesoła                                                  | Wesoła                                                  | Wesoła                                                  |
| Zygmuntów-Magenta     | Wawer                                                   | Rembertów                                               | Rembertów                                               | Rembertów                                               | Rembertów                                               | Warszawa                                                | Warszawa                                                |
| Aleksandrów           | Wiązowna                                                | Wiązowna                                                | Wiązowna                                                | Wiązowna                                                | Wiązowna                                                | Wiązowna                                                | Wiązowna                                                |
| Boryszew              | Wiązowna                                                | Wiązowna                                                | Wiązowna                                                | Wiązowna                                                | Wiązowna                                                | Wiązowna                                                | Wiązowna                                                |
| Brzeziny              | Wiązowna                                                | Wiązowna                                                | Wiązowna                                                | Halinów                                                 | Halinów                                                 | Halinów                                                 | Halinów                                                 |
| Duchnów               | Wiązowna                                                | Wiązowna                                                | Wiązowna                                                | Wiązowna                                                | Wiązowna                                                | Wiązowna                                                | Wiązowna                                                |
| Dziechciniec          | Wiązowna                                                | Wiązowna                                                | Wiązowna                                                | Wiązowna                                                | Wiązowna                                                | Wiązowna                                                | Wiązowna                                                |
| Emów                  | Wiązowna                                                | Wiązowna                                                | Wiązowna                                                | Wiązowna                                                | Wiązowna                                                | Wiązowna                                                | Wiązowna                                                |
| Góraszka              | Wiązowna                                                | Wiązowna                                                | Wiązowna                                                | Wiązowna                                                | Wiązowna                                                | Wiązowna                                                | Wiązowna                                                |
| Izabela               | Wiązowna                                                | Wiązowna                                                | Wiązowna                                                | Wiązowna                                                | Wiązowna                                                | Wiązowna                                                | Wiązowna                                                |
| Jabłonna              | Wiązowna                                                | Wiązowna                                                | Wiązowna                                                | Wiązowna                                                | Wiązowna                                                | Otwock                                                  | Otwock                                                  |
| Kąck                  | Wiązowna                                                | Wiązowna                                                | Wiązowna                                                | Wiązowna                                                | Wiązowna                                                | Wiązowna                                                | Wiązowna                                                |
| Kopki                 | Wiązowna                                                | Wiązowna                                                | Wiązowna                                                | Wiązowna                                                | Wiązowna                                                | Wiązowna                                                | Wiązowna                                                |
| Majdan                | Wiązowna                                                | Wiązowna                                                | Wiązowna                                                | Wiązowna                                                | Wiązowna                                                | Wiązowna                                                | Wiązowna                                                |
| Malcanów              | Wiązowna                                                | Wiązowna                                                | Wiązowna                                                | Wiązowna                                                | Wiązowna                                                | Wiązowna                                                | Wiązowna                                                |
| Michałówek            | Wiązowna                                                | Wiązowna                                                | Wiązowna                                                | Wiązowna                                                | Wiązowna                                                | Wiązowna                                                | Wiązowna                                                |
| Mlądz                 | Wiązowna                                                | Wiązowna                                                | Wiązowna                                                | Wiązowna                                                | Wiązowna                                                | Otwock                                                  | Otwock                                                  |
| Pęclin                | Wiązowna                                                | Wiązowna                                                | Wiązowna                                                | Wiązowna                                                | Wiązowna                                                | Wiązowna                                                | Wiązowna                                                |
| Rycice                | Wiązowna                                                | Falenica, Lt.                                           | Józefów                                                 | Józefów                                                 | Józefów                                                 | Józefów                                                 | Józefów                                                 |
| Świerk                | Wiązowna                                                | Wiązowna                                                | Wiązowna                                                | Wiązowna                                                | Wiązowna                                                | Otwock                                                  | Otwock                                                  |
| Wiązowna              | Wiązowna                                                | Wiązowna                                                | Wiązowna                                                | Wiązowna                                                | Wiązowna                                                | Wiązowna                                                | Wiązowna                                                |
| Wiązowna Kościelna    | Wiązowna                                                | Wiązowna                                                | Wiązowna                                                | Wiązowna                                                | Wiązowna                                                | Wiązowna                                                | Wiązowna                                                |
| Wielgolas Brzeziński  | Wiązowna                                                | Wiązowna                                                | Wiązowna                                                | Halinów                                                 | Halinów                                                 | Halinów                                                 | Halinów                                                 |
| Wielgolas Duchnowski  | Wiązowna                                                | Wiązowna                                                | Wiązowna                                                | Halinów                                                 | Halinów                                                 | Halinów                                                 | Halinów                                                 |
| Wólka Mlądzka         | Wiązowna                                                | Wiązowna                                                | Wiązowna                                                | Wiązowna                                                | Wiązowna                                                | Otwock                                                  | Otwock                                                  |
| Zakręt                | Wiązowna                                                | Wiązowna                                                | Wiązowna                                                | Wiązowna                                                | Wiązowna                                                | Wiązowna                                                | Wiązowna                                                |
| Zamlądz               | Wiązowna                                                | Falenica, Lt.                                           | Józefów                                                 | Otwock                                                  | Otwock                                                  | Otwock                                                  | Otwock                                                  |
| Żanęcin               | Wiązowna                                                | Wiązowna                                                | Wiązowna                                                | Wiązowna                                                | Wiązowna                                                | Wiązowna                                                | Wiązowna                                                |
| Augustówka            | Wilanów                                                 | Wilanów                                                 | Warszawa                                                | Warszawa                                                | Warszawa                                                | Warszawa                                                | Warszawa                                                |
| Dąbrówka              | Wilanów                                                 | Wilanów                                                 | Warszawa                                                | Warszawa                                                | Warszawa                                                | Warszawa                                                | Warszawa                                                |
| Gorzkiewki            | Wilanów                                                 | Okęcie                                                  | Warszawa                                                | Warszawa                                                | Warszawa                                                | Warszawa                                                | Warszawa                                                |
| Kabaty                | Wilanów                                                 | Wilanów                                                 | Warszawa                                                | Warszawa                                                | Warszawa                                                | Warszawa                                                | Warszawa                                                |
| Kępa Latoszkowa       | Wilanów                                                 | Wilanów                                                 | Warszawa                                                | Warszawa                                                | Warszawa                                                | Warszawa                                                | Warszawa                                                |
| Kępa Zawadowska*      | Wilanów                                                 | Wilanów                                                 | Warszawa                                                | Warszawa                                                | Warszawa                                                | Warszawa                                                | Warszawa                                                |
| Lisy                  | Wilanów                                                 | Wilanów                                                 | Warszawa                                                | Warszawa                                                | Warszawa                                                | Warszawa                                                | Warszawa                                                |
| Moczydło              | Wilanów                                                 | Wilanów                                                 | Warszawa                                                | Warszawa                                                | Warszawa                                                | Warszawa                                                | Warszawa                                                |
| Powsin                | Wilanów                                                 | Wilanów                                                 | Warszawa                                                | Warszawa                                                | Warszawa                                                | Warszawa                                                | Warszawa                                                |
| Powsinek              | Wilanów                                                 | Wilanów                                                 | Warszawa                                                | Warszawa                                                | Warszawa                                                | Warszawa                                                | Warszawa                                                |
| Pyry                  | Wilanów                                                 | Wilanów                                                 | Warszawa                                                | Warszawa                                                | Warszawa                                                | Warszawa                                                | Warszawa                                                |
| Służew                | Wilanów                                                 | Warszawa                                                | Warszawa                                                | Warszawa                                                | Warszawa                                                | Warszawa                                                | Warszawa                                                |
| Służewiec             | Wilanów                                                 | Warszawa                                                | Warszawa                                                | Warszawa                                                | Warszawa                                                | Warszawa                                                | Warszawa                                                |
| Służewiec Nowy        | Wilanów                                                 | Wilanów                                                 | Warszawa                                                | Warszawa                                                | Warszawa                                                | Warszawa                                                | Warszawa                                                |
| Wilanów               | Wilanów                                                 | Wilanów                                                 | Warszawa                                                | Warszawa                                                | Warszawa                                                | Warszawa                                                | Warszawa                                                |
| Wolica                | Wilanów                                                 | Wilanów                                                 | Warszawa                                                | Warszawa                                                | Warszawa                                                | Warszawa                                                | Warszawa                                                |
| Zawady                | Wilanów                                                 | Wilanów                                                 | Warszawa                                                | Warszawa                                                | Warszawa                                                | Warszawa                                                | Warszawa                                                |
| Zbarz                 | Wilanów                                                 | Okęcie                                                  | Warszawa                                                | Warszawa                                                | Warszawa                                                | Warszawa                                                | Warszawa                                                |
| Włochy Stare*         | Włochy                                                  | Włochy                                                  | Warszawa                                                | Warszawa                                                | Warszawa                                                | Warszawa                                                | Warszawa                                                |
| Włochy Nowe*          | Włochy                                                  | Włochy                                                  | Warszawa                                                | Warszawa                                                | Warszawa                                                | Warszawa                                                | Warszawa                                                |
| Buda                  | Zaborów                                                 | Zaborów                                                 | Zaborów                                                 | Zaborów                                                 | Zaborów                                                 | Stare Babice                                            | Stare Babice                                            |
| Feliksów              | Zaborów                                                 | Zaborów                                                 | Zaborów                                                 | Zaborów                                                 | Zaborów                                                 | Leszno                                                  | Leszno                                                  |
| Hornówek              | Zaborów                                                 | Zaborów                                                 | Zaborów                                                 | Izabelin                                                | Izabelin                                                | Stare Babice                                            | Stare Babice                                            |
| Izabelin (B)          | Zaborów                                                 | Zaborów                                                 | Zaborów                                                 | Izabelin                                                | Izabelin                                                | Stare Babice                                            | Stare Babice                                            |
| Lipków                | Zaborów                                                 | Zaborów                                                 | Zaborów                                                 | Izabelin                                                | Koczargi Nowe                                           | Stare Babice                                            | Stare Babice                                            |
| Ławy                  | Zaborów                                                 | Zaborów                                                 | Zaborów                                                 | Zaborów                                                 | Zaborów                                                 | Leszno                                                  | Leszno                                                  |
| Mariew                | Zaborów                                                 | Zaborów                                                 | Zaborów                                                 | Zaborów                                                 | Zaborów                                                 | Stare Babice                                            | Stare Babice                                            |
| Sieraków              | Zaborów                                                 | Zaborów                                                 | Zaborów                                                 | Izabelin                                                | Izabelin                                                | Stare Babice                                            | Stare Babice                                            |
| Truskaw               | Zaborów                                                 | Zaborów                                                 | Zaborów                                                 | Izabelin                                                | Izabelin                                                | Stare Babice                                            | Stare Babice                                            |
| Wąsy                  | Zaborów                                                 | Zaborów                                                 | Zaborów                                                 | Zaborów                                                 | Zaborów                                                 | Leszno                                                  | Leszno                                                  |
| Wiktorów              | Zaborów                                                 | Zaborów                                                 | Zaborów                                                 | Zaborów                                                 | Zaborów                                                 | Leszno                                                  | Leszno                                                  |
| Wólka                 | Zaborów                                                 | Zaborów                                                 | Zaborów                                                 | Zaborów                                                 | Zaborów                                                 | Leszno                                                  | Leszno                                                  |
| Wyględy               | Zaborów                                                 | Zaborów                                                 | Zaborów                                                 | Zaborów                                                 | Zaborów                                                 | Leszno                                                  | Leszno                                                  |
| Zaborów               | Zaborów                                                 | Zaborów                                                 | Zaborów                                                 | Zaborów                                                 | Zaborów                                                 | Leszno                                                  | Leszno                                                  |
| Zaborówek             | Zaborów                                                 | Zaborów                                                 | Zaborów                                                 | Zaborów                                                 | Zaborów                                                 | Leszno                                                  | Leszno                                                  |
| Błota                 | Zagóźdź                                                 | Falenica, Lt.                                           | Warszawa                                                | Warszawa                                                | Warszawa                                                | Warszawa                                                | Warszawa                                                |
| Borków                | Zagóźdź                                                 | Falenica, Lt.                                           | Warszawa                                                | Warszawa                                                | Warszawa                                                | Warszawa                                                | Warszawa                                                |
| Dębinka               | Zagóźdź                                                 | Falenica, Lt.                                           | Józefów                                                 | Józefów                                                 | Józefów                                                 | Józefów                                                 | Józefów                                                 |
| Juljanów              | Zagóźdź                                                 | Falenica, Lt.                                           | Warszawa                                                | Warszawa                                                | Warszawa                                                | Warszawa                                                | Warszawa                                                |
| Las                   | Zagóźdź                                                 | Wawer                                                   | Warszawa                                                | Warszawa                                                | Warszawa                                                | Warszawa                                                | Warszawa                                                |
| Miedzeszyn (wieś)     | Zagóźdź                                                 | Falenica, Lt.                                           | Warszawa                                                | Warszawa                                                | Warszawa                                                | Warszawa                                                | Warszawa                                                |
| Nowa Wieś             | Zagóźdź                                                 | Falenica, Lt.                                           | Józefów                                                 | Józefów                                                 | Józefów                                                 | Józefów                                                 | Józefów                                                 |
| Świdry Małe           | Zagóźdź                                                 | Falenica, Lt.                                           | Józefów                                                 | Józefów                                                 | Józefów                                                 | Józefów                                                 | Józefów                                                 |
| Wólka Zerzeńska       | Zagóźdź                                                 | Falenica, Lt.                                           | Warszawa                                                | Warszawa                                                | Warszawa                                                | Warszawa                                                | Warszawa                                                |
| Zagóźdź               | Zagóźdź                                                 | Falenica, Lt.                                           | Warszawa                                                | Warszawa                                                | Warszawa                                                | Warszawa                                                | Warszawa                                                |
| Zbytki                | Zagóźdź                                                 | Wawer                                                   | Warszawa                                                | Warszawa                                                | Warszawa                                                | Warszawa                                                | Warszawa                                                |
| Zerzeń                | Zagóźdź                                                 | Wawer                                                   | Warszawa                                                | Warszawa                                                | Warszawa                                                | Warszawa                                                | Warszawa                                                |

★ = gromada nieutworzona w związku z reformą w 1933 roku, lecz później.
Pogrubionym tekstem oznaczono miasta.